# Palais de Tullgarn
Le palais de Tullgarn est un palais royal suédois situé sur les rives de la mer Baltique à une soixantaine de kilomètres au sud-ouest de Stockholm.
Le domaine de Tullgarn est mentionné dès le XIIIe siècle. Un premier château, Stureborgen, y est construit à la fin du XVIe siècle. L'actuel palais, remontant à 1727, a été construit à l'initiative de Magnus Julius De la Gardie.
Le palais de Tullgarn est classé monument historique depuis 1935 (byggnadsminne), de même que plusieurs bâtiments alentour. Il est l'un des onze palais royaux de Suède. Il appartient à l'état suédois, tandis que la famille royale en détient le droit d'usage.
Il est ouvert au public en été.

## Le domaine
Tullgarn est mentionné pour la première fois sous la forme Tyllegarn sur une bulle en 1262. Il n'est néanmoins pas établi avec certitude qu'il s'agit bien du même Tullgarn.
Étymologiquement, "tullgarn" provient de tylle "pinède" et garn "baie étroite". Au XVe siècle, le domaine de Tullgarn consistait en un village de six fermes, et les premiers propriétaires connus avec certitude sont Tord Röriksson Bonde et son fils, le chevalier Knut Tordsson Bonde. En 1408, ce dernier offre le domaine à son épouse Margareta Karlsdotter en cadeau de mariage. La propriété restera dans la famille jusqu'en 1772.

## Le premier château

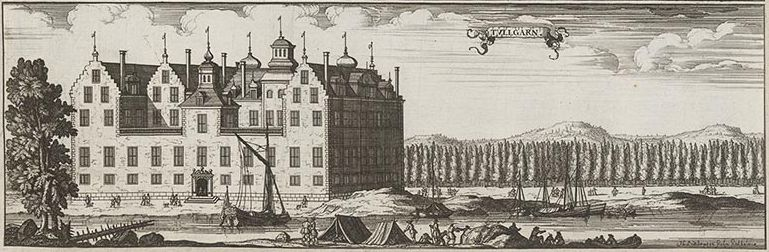
Le premier château, illustration de 1686 tiré de l'ouvrage Suecia antiqua et hodierna.

Le premier château est construit à l'initiative de Carl Sture. Le bâtiment, connu simplement sous le nom de "château de Sture" (Stureborgen), est positionné à l'écart, sur un promontoire rocheux donnant sur la baie de Tullgarn et est construit dans le style renaissance, vraisemblablement aux alentours de l'année 1600.
Au milieu du XVIIe siècle, il est constitué d'un corps de logis massif sur 3 niveaux, flanqué de deux tours rondes et d'une tour carrée, auquel sont adjointes deux ailes. 
On y ajoute alors un bâtiment pour former une structure quadrilatérale encompassant une cour. L'aspect extérieur du château est connu grâce à une gravure réalisée en 1686 par Erik Dahlbergh pour son ouvrage Suecia antiqua et hodierna.
Le château est rénové lors du règne du comte Per Larsson Sparre, le toit étant en particulier reconstruit. En 1685, le château revient à Axel Julius De la Gardie. Avant de quitter les lieux, le comte Sparre s'empare de tout ce qui peut être transporté, et le nouvel occupant est contraint de renouveler l'ensemble du mobilier. Le château reste ensuite pratiquement inchangé, il est même épargné lors des pillages russes de 1719 pendant la grande guerre du Nord grâce à une ruse du prévôt P. Scharff.

## Le palais

### XVIIIesiècle

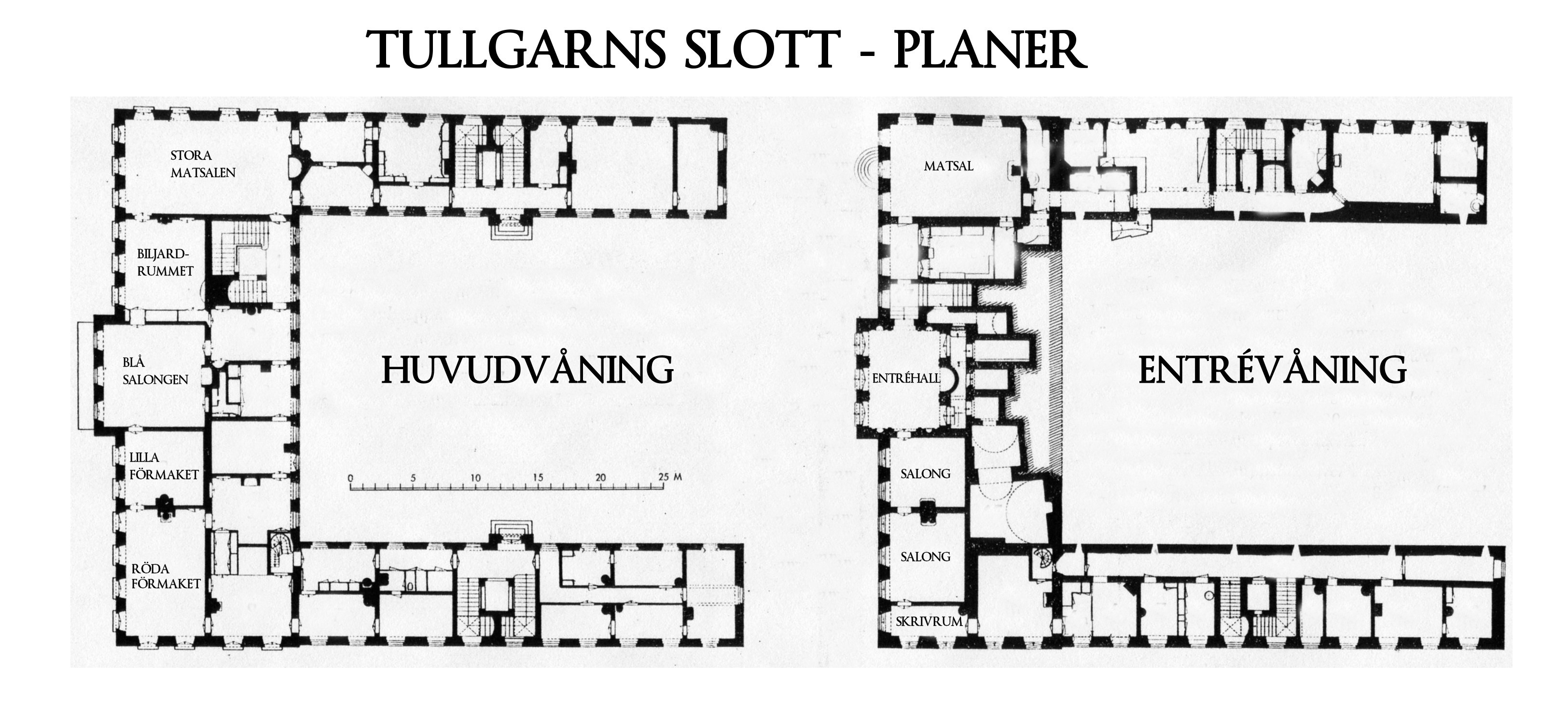
Les plans du palais, relevé etabli dans les années 1930.

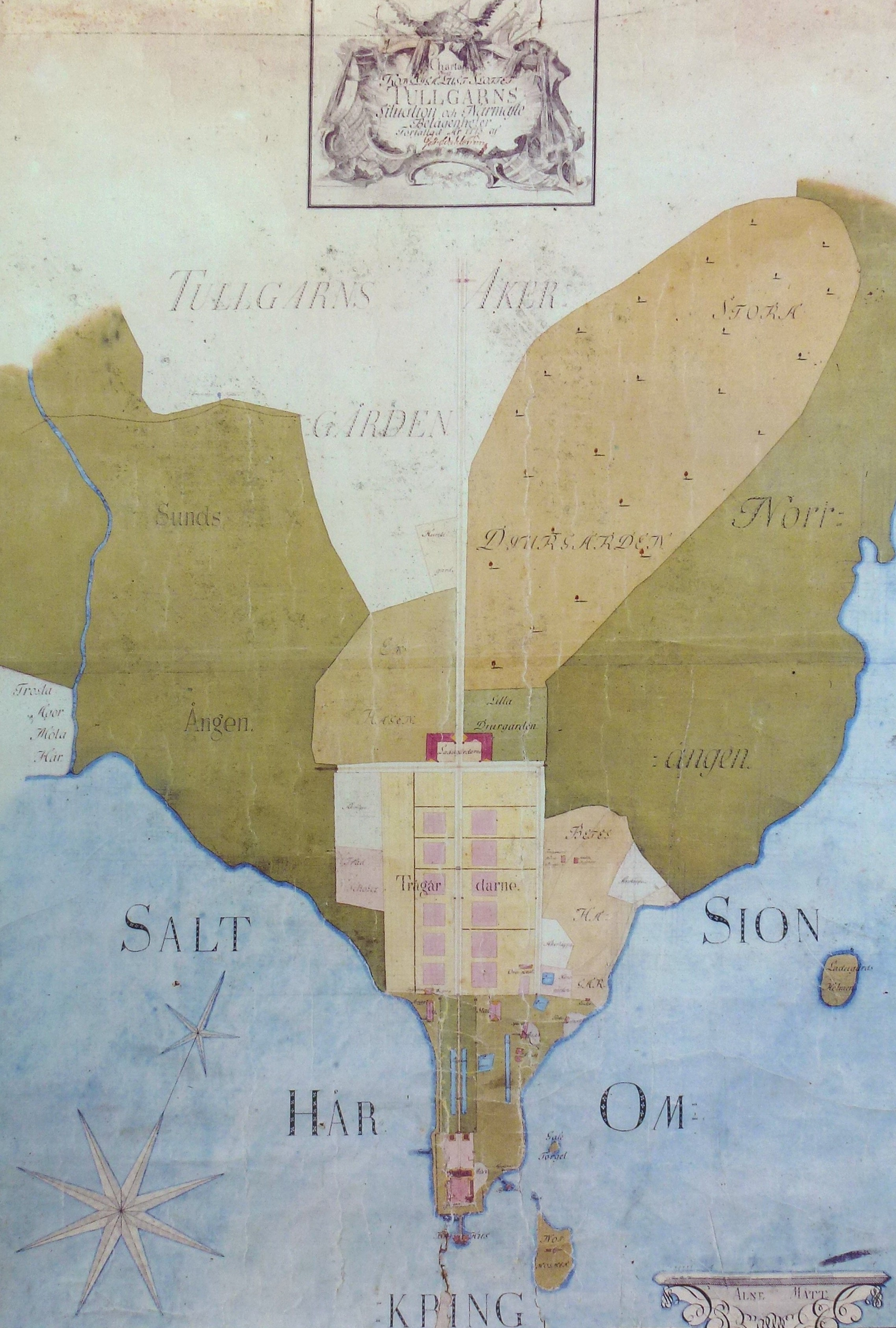
Carte du palais de Tullgarn et des alentours datée de 1773.

En 1713, le comte Magnus Julius De la Gardie prend possession du château qu'il a hérité de son père Axel Julius. Le bâtiment ne correspond plus aux besoins de l'époque et est en mauvais état. Magnus Julius De la Gardie, qui dispose d'une fortune considérable à la suite de son mariage avec Hedvig Catharina Lillie, entreprend la construction d'un nouveau palais. Il n'est pas clairement établi que l'ancien château a été totalement démoli, mais il est vraisemblable que seuls certains murs de fondation et les caves ont été conservés.
Des recherches récentes montrent qu'il est possible que d'autres parties du bâtiment d'origine ont été conservées. On constate en effet des différences dans les techniques de maçonnerie entre les trois différents bâtiments (corps de logis et deux ailes). Les deux ailes sont également de longueur et largeur différentes. Des éléments du revêtement mural du bâtiment principal et d'autres signes à l'intérieur indiquent que la disposition actuelle des lieux peut avoir une origine plus ancienne.
Le palais est construit entre 1720 et 1727 par l'ingénieur en fortification et architecte Joseph-Gabriel Destain avec l'assistance de nombreux artisans de Stockholm. Il est composé d'un corps de logis de 43 mètres de long et 15 mètres de large, duquel émergent deux ailes de 8 mètres de large, encadrant une cour qui donne vers le sud sur la baie. Le bâtiment principal est érigé sur trois niveaux, avec des combles aménagés, tandis que les ailes sont sur deux niveaux en raison de la pente du terrain. La toiture d'origine incluait vraisemblablement une fracture verticale caractéristique de l'architecture suédoise de l'époque (voir Säteritak (sv)). La toiture actuelle, avec ses balustrades, provient d'une rénovation datant de 1800 environ.
En 1772, le palais de Tullgarn est acheté par l'état suédois et devient palais royal. Il est aujourd'hui particulièrement remarquable pour son aménagement intérieur néoclassique, dont l'origine remonte à la fin du XVIIIe siècle, lorsque le prince Frédéric-Adolphe, plus jeune frère du roi Gustave III, se voit confier le droit d'usage du palais. Les aménagements qu'il fait réaliser alors comptent parmi les plus beaux exemples d'intérieurs de la période gustavienne en Suède. Ils sont entre autres l'œuvre des frères Louis Masreliez et Jean-Baptiste Masreliez, de Per Ljung, d'Ernst Philip Thoman et du peintre Anders Hultgren. Les frères Masreliez réalisent à la même époque la décoration intérieure du pavillon de Gustave III dans le parc Haga à Solna près de Stockholm.

### XIXesiècle
Sous la responsabilité de Frédéric-Adolphe, les ailes sont rehaussées avec l'ajout d'un toit à l'italienne orné de balustrades. Ces travaux, qui se déroulent au début du XIXe siècle, sont largement documentés sous forme d'aquarelles et de dessins réalisés par Anders Hultgren et Ernst Philip Thoman qui représentent en ordre chronologique les étapes de la construction. Ceci tient vraisemblablement de compte-rendu à destination du prince Frédéric-Adolphe, qui se trouve alors à l'étranger. Cette série d'illustrations unique en son genre appartient à la famille Stenbock et est aujourd'hui conservée au musée nordique (Nordiska museet) à Stockholm. Frédéric-Adolphe n'aura jamais l'occasion de voir le résultat des travaux, car il décède en décembre 1803 à Montpellier en France.

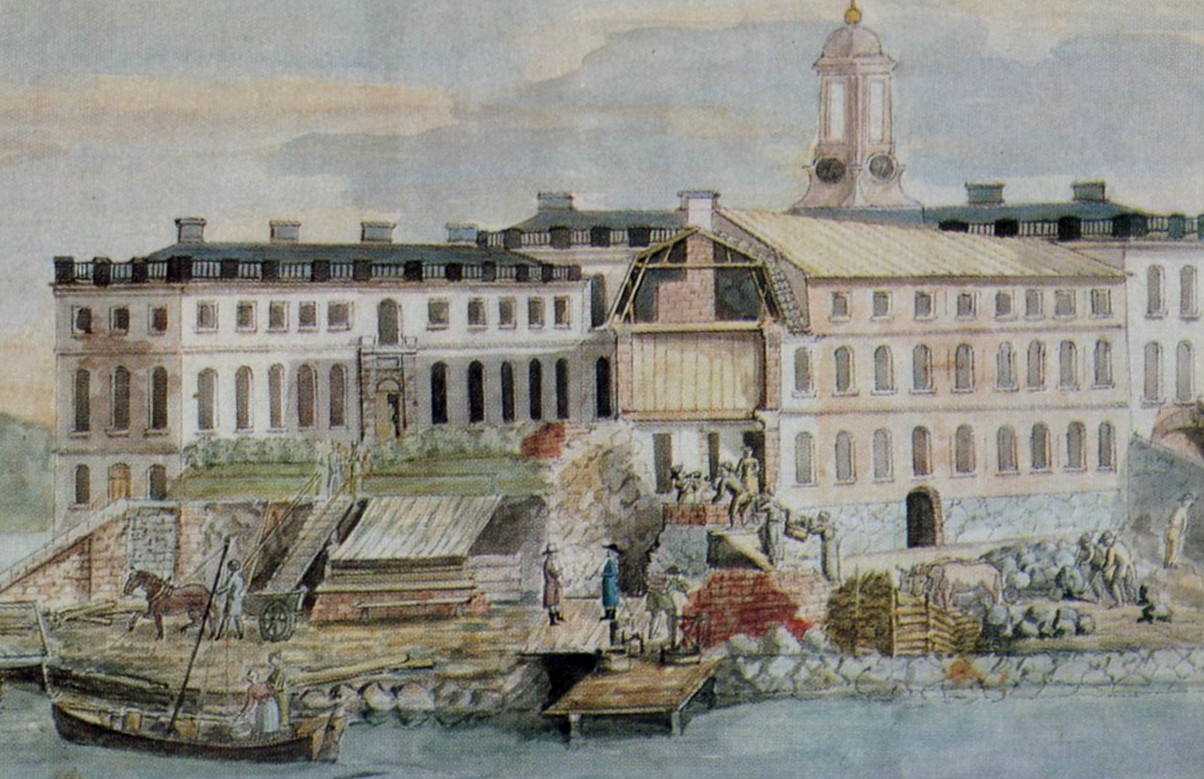
Les travaux en mai 1802.
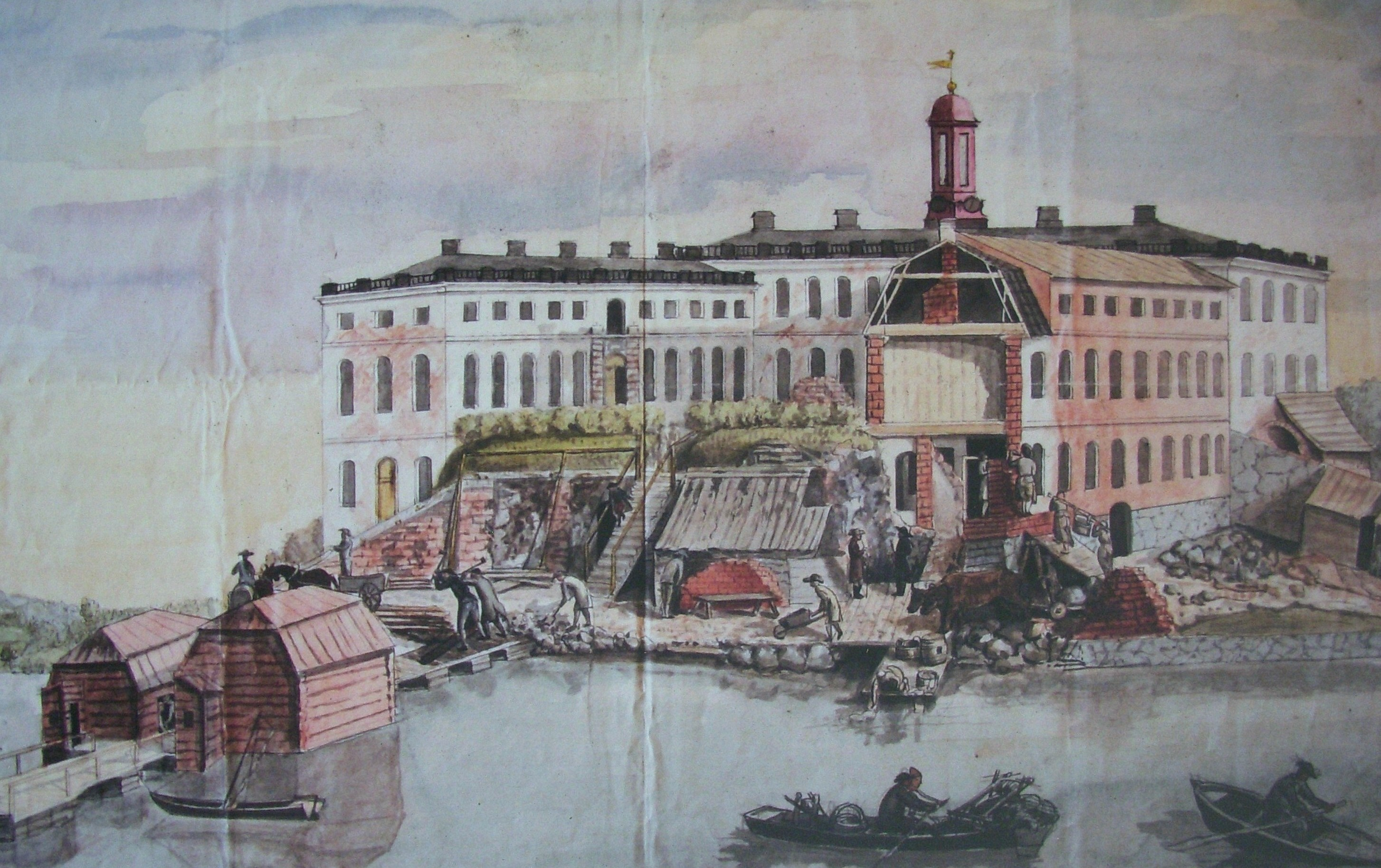
Le 29 mai 1802.
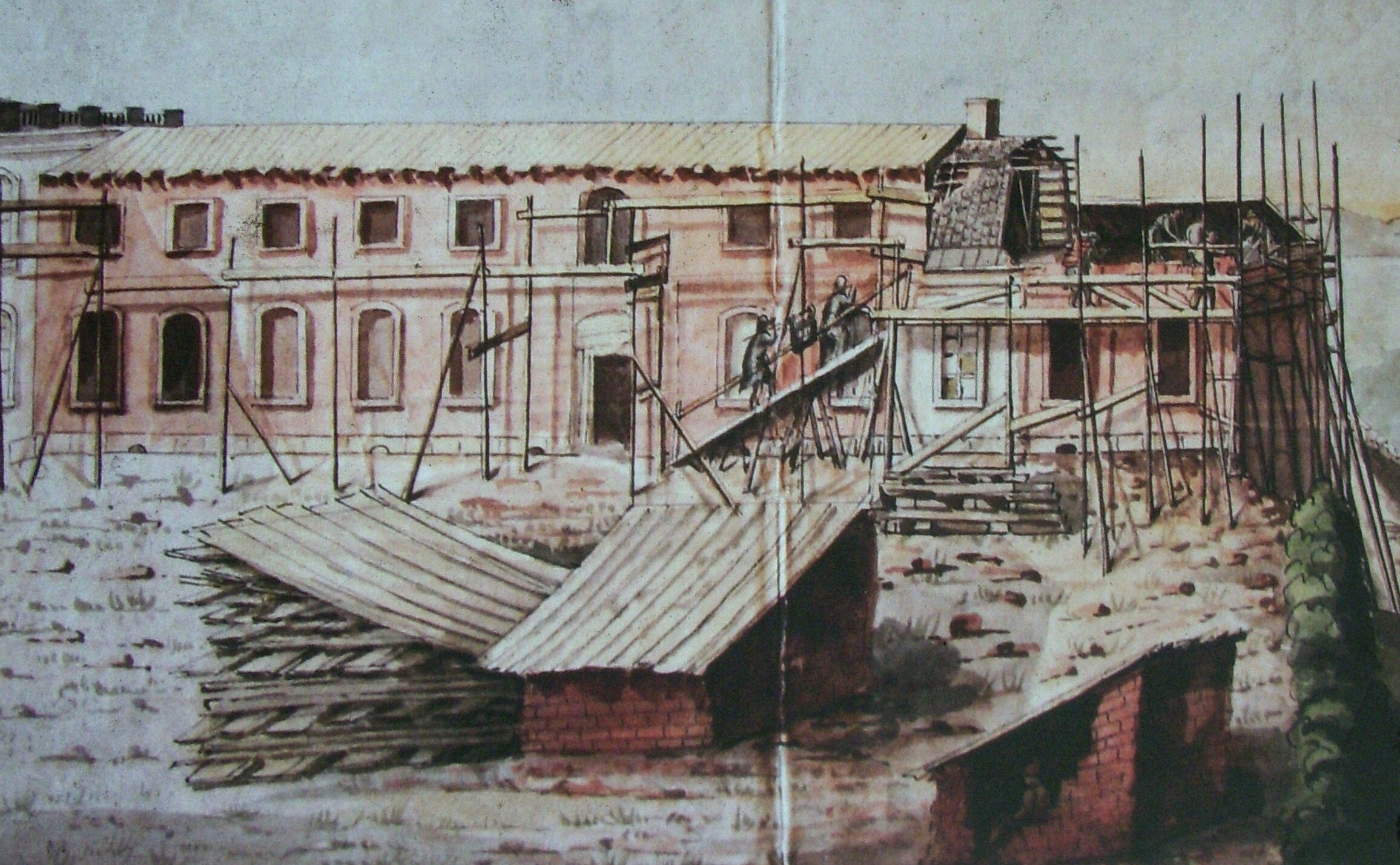
Automne 1802 ou printemps 1803.

Après la mort de Frédéric-Adolphe, le palais revient à la couronne et reste inoccupé jusqu'en 1805. Sa sœur, Sophie-Albertine de Suède, emménage un temps à Tullgarn en 1807. Elle en obtient ensuite l'usage et y passe tous les étés jusqu'à sa mort en 1829. En 1818, le parlement décide que le palais reviendra au prince héritier Oscar (le futur Oscar Ier) à la mort de Sophie-Albertine. De 1830 à 1859, Oscar Ier se consacre au palais et y fait réaliser une rénovation dans le respect des travaux de Frédéric-Adolphe. Il fait également construire une nouvelle écurie, une orangerie, et procède à la transformation de l'ancienne écurie en maison des cavaliers, sous la direction de l'architecte Georg Theodor von Chiewitz. Une jetée et une cabine de bain sont érigées sur la plage près de la presqu'île Båtholmen. Sous le règne de Gustave V, cette cabine de bain sera démolie et remplacée par deux nouvelles cabines de bain.
Le couple royal se rend pratiquement tous les étés à Tullgarn. Le 3 octobre 1853, un incendie se déclare au palais, y détruisant notamment le toit. Le monogramme du roi Oscar Ier et de la reine Joséphine qui figure au-dessus de la porte d'entrée principale est un vestige de cette époque.

### XXesiècle

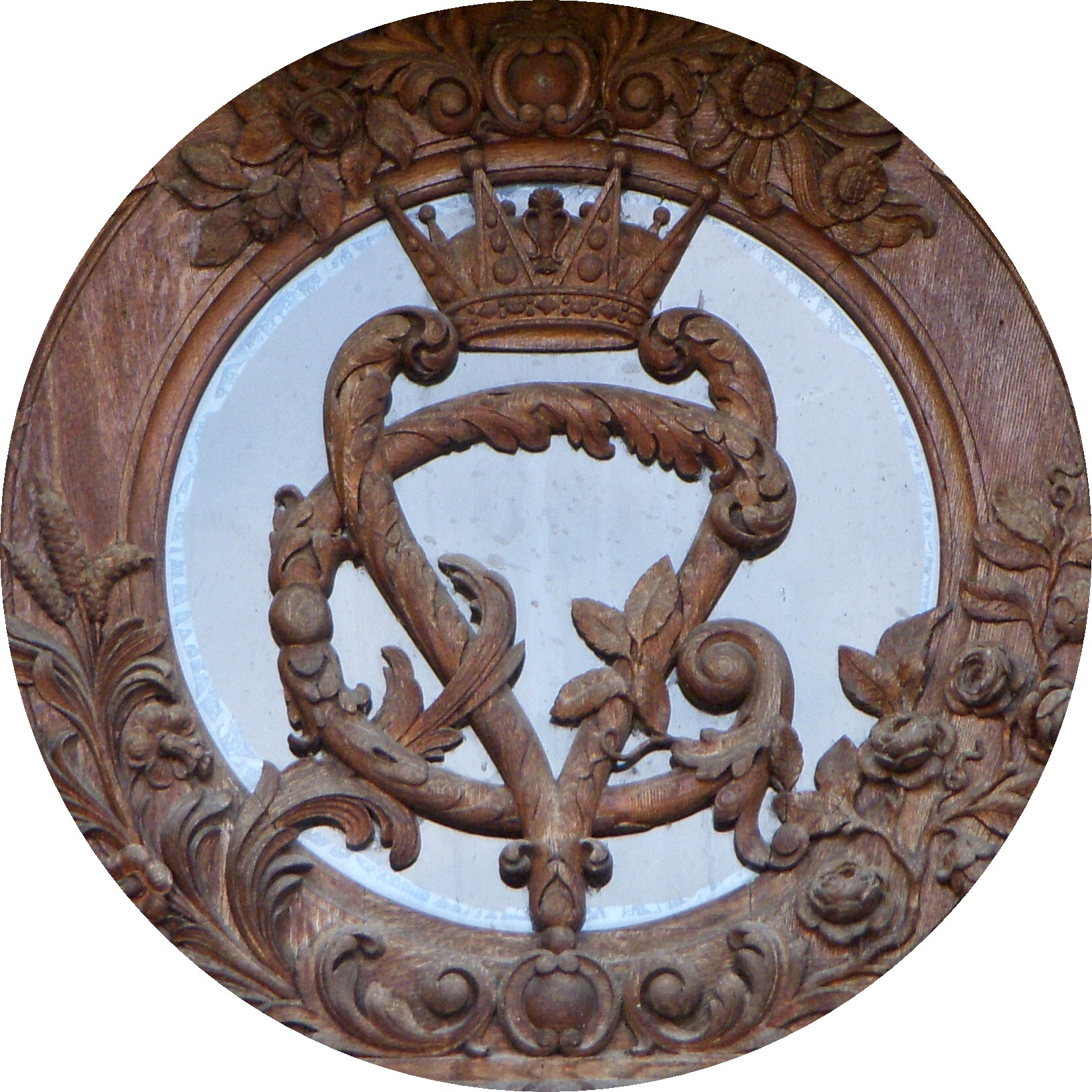
"GV" en chêne au-dessus du portail.

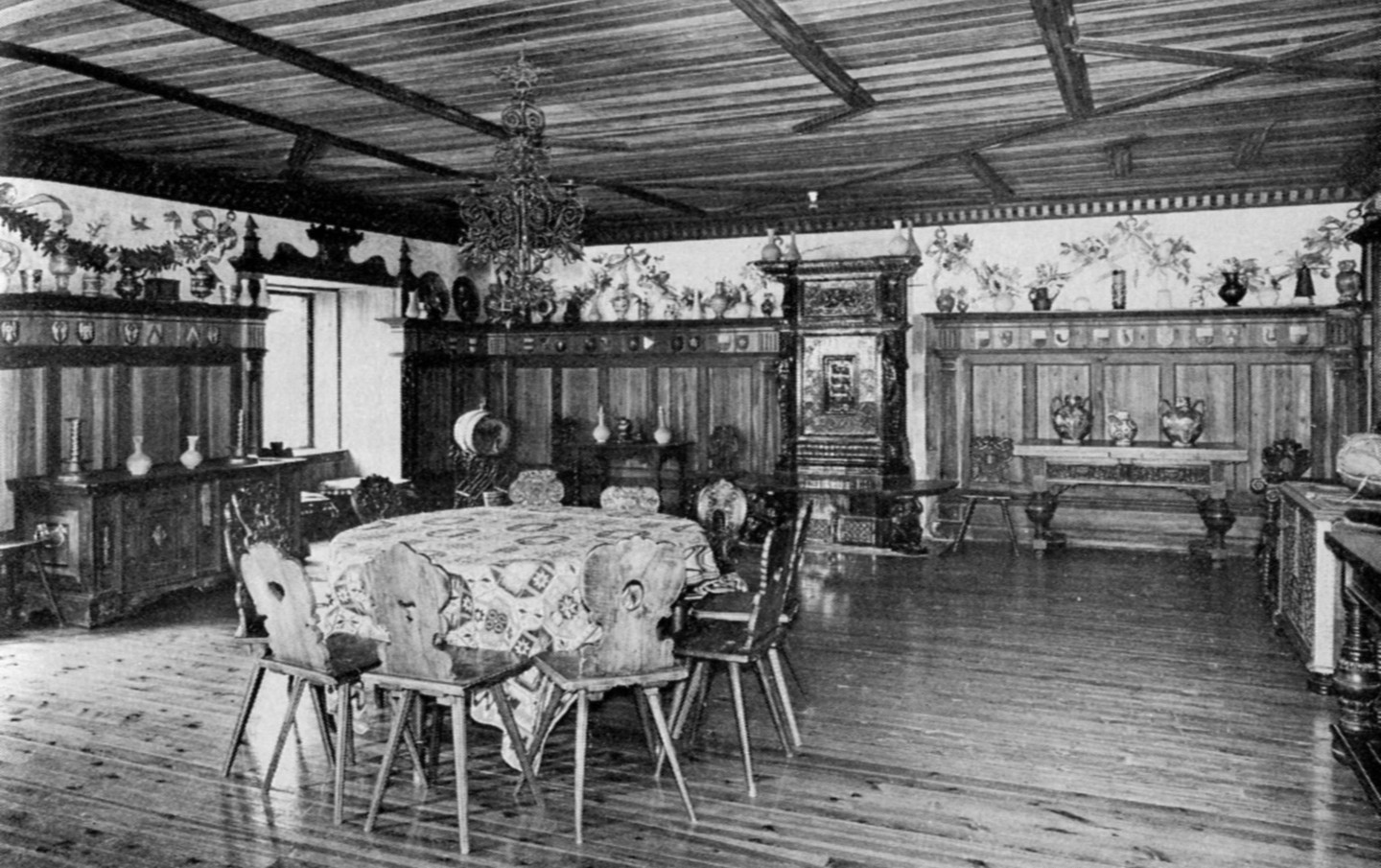
La salle du petit-déjeuner ressemble à un "Bierstube".

Le palais de Tullgarn connait une renaissance sous le règne de Gustave V et de la reine Victoria qui en font leur résidence d'été. Dès 1881, le roi Oscar II cède l'occupation du palais au prince héritier Gustave qui se fait appeler comte de Tullgarn lorsqu'il voyage à l'étranger incognito. D'importants travaux sont réalisés à l'intérieur du palais, mais c'est à l'entrée du bâtiment que le premier changement est visible, Gustav V y faisant installer vers 1890 un nouveau portail en chêne portant son monogramme "GV". 
L'aménagement actuel du palais provient en grande partie de l'époque de Gustave V et de la reine Victoria, en particulier le vestibule. La salle du petit-déjeuner est aménagée en 1887-1893 à la façon d'un bar à bière du sud de l'Allemagne, probablement parce que la reine Victoria est originaire du pays de Bade. Les appartements privés du roi sont aménagés au rez-de-chaussée, à droite du vestibule.
Le bâtiment principal est aménagé comme une résidence d'été au confort moderne plutôt que comme un palais royal. Le 28 juin 1909, le tsar Nicolas II de Russie visite Tullgarn avec sa famille, ils seront tous assassinés neuf ans plus tard. Cinq pièces ont été conservées en principe sans altération depuis l'époque de Gustave V, alors que d'autres ont été restaurées dans les années 1950 dans leur configuration précédente. Depuis 1975, le roi Charles XVI Gustave dispose du palais de Tullgarn et un étage lui est réservé.
À titre de curiosité, on peut signaler que c'est au retour d'une partie de chasse à Tullgarn que le chauffeur du roi Gustave V a perdu le contrôle de son véhicule pour finir, avec le roi et trois de ses compagnons de chasse, dans un fossé rempli d'eau. Le lieu de l'accident est aujourd'hui connu sous le nom de Kungens kurva (virage du roi).

### Galerie (intérieurs)

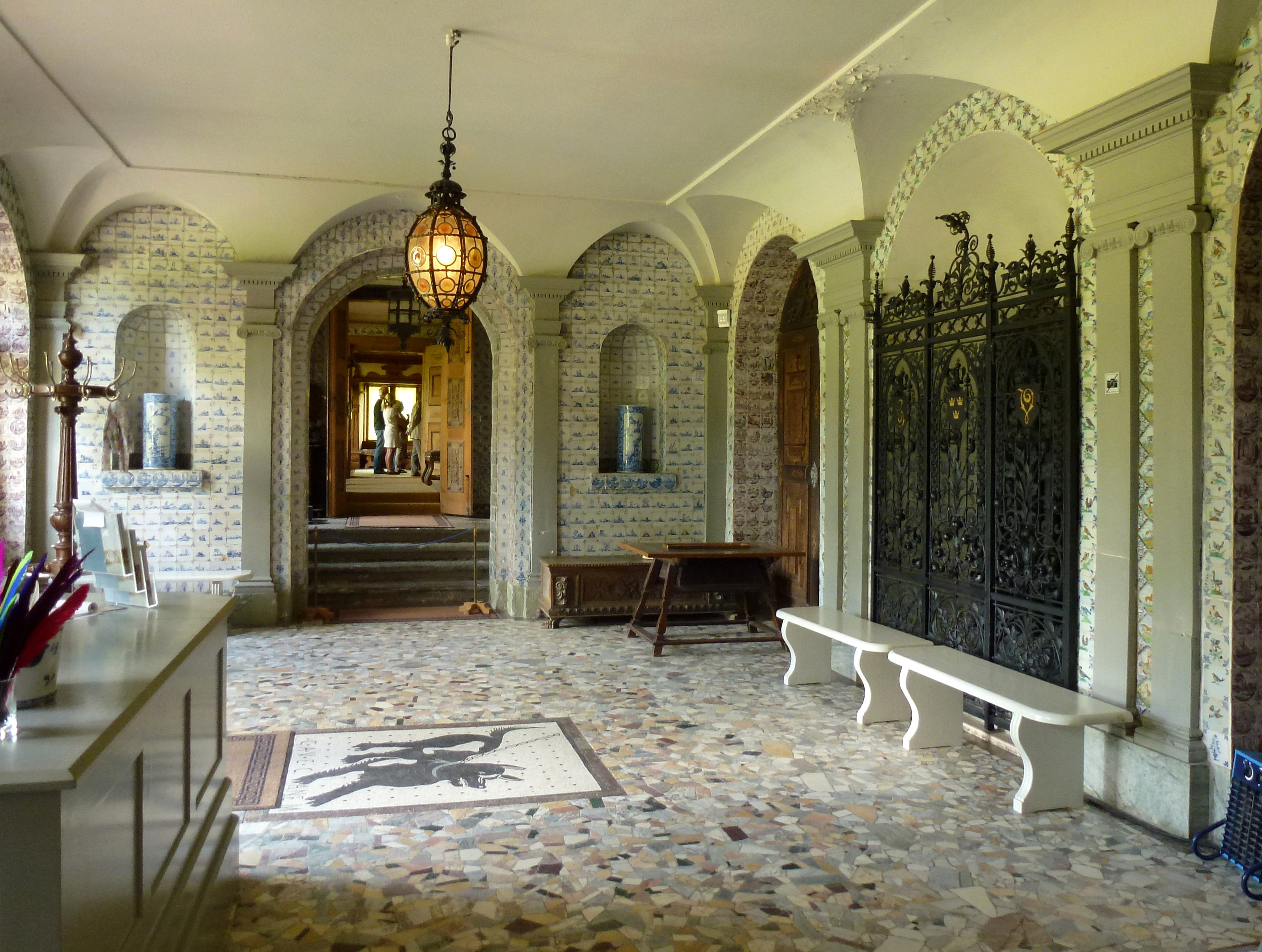
L'entrée.
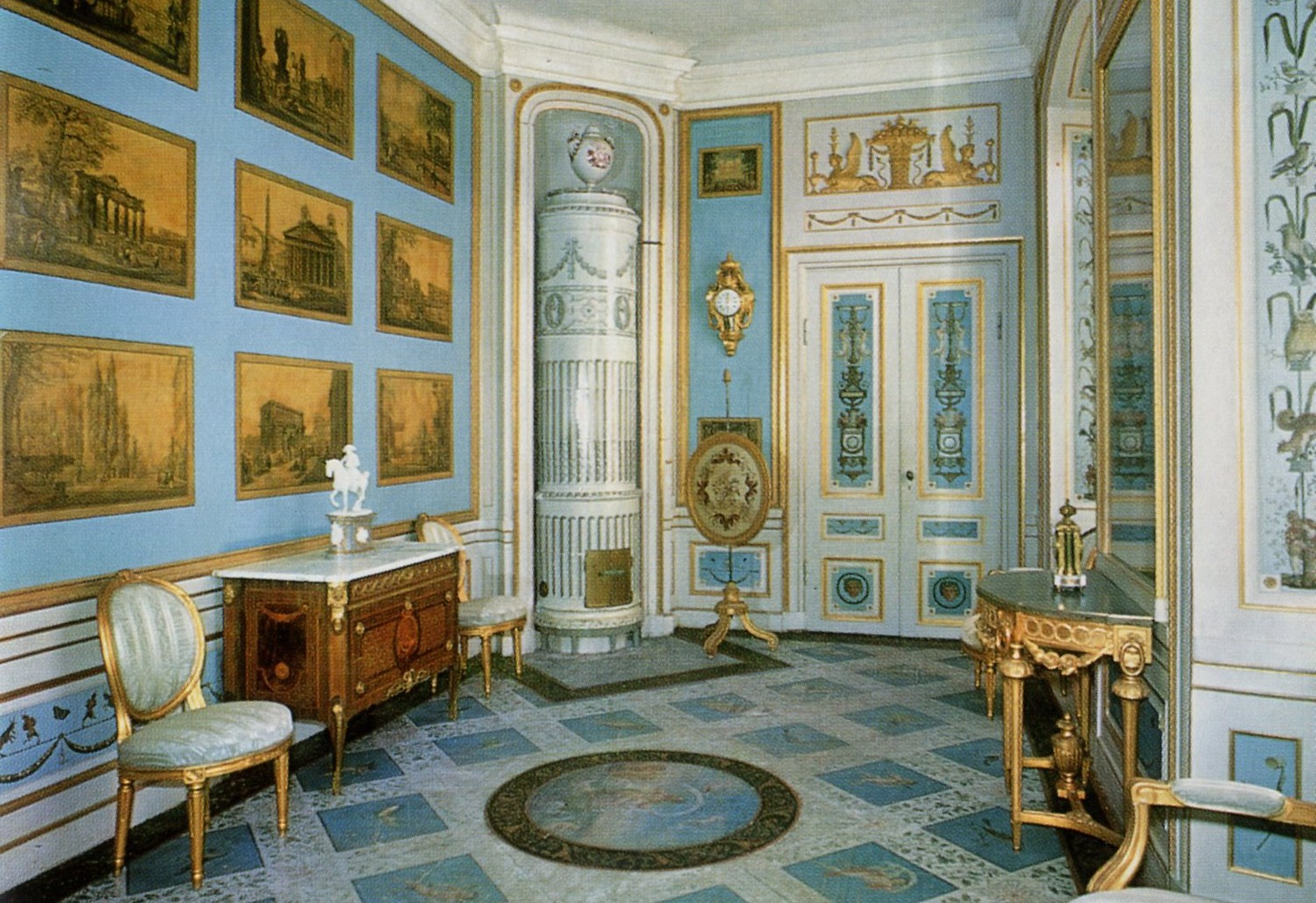
Le cabinet bleu.
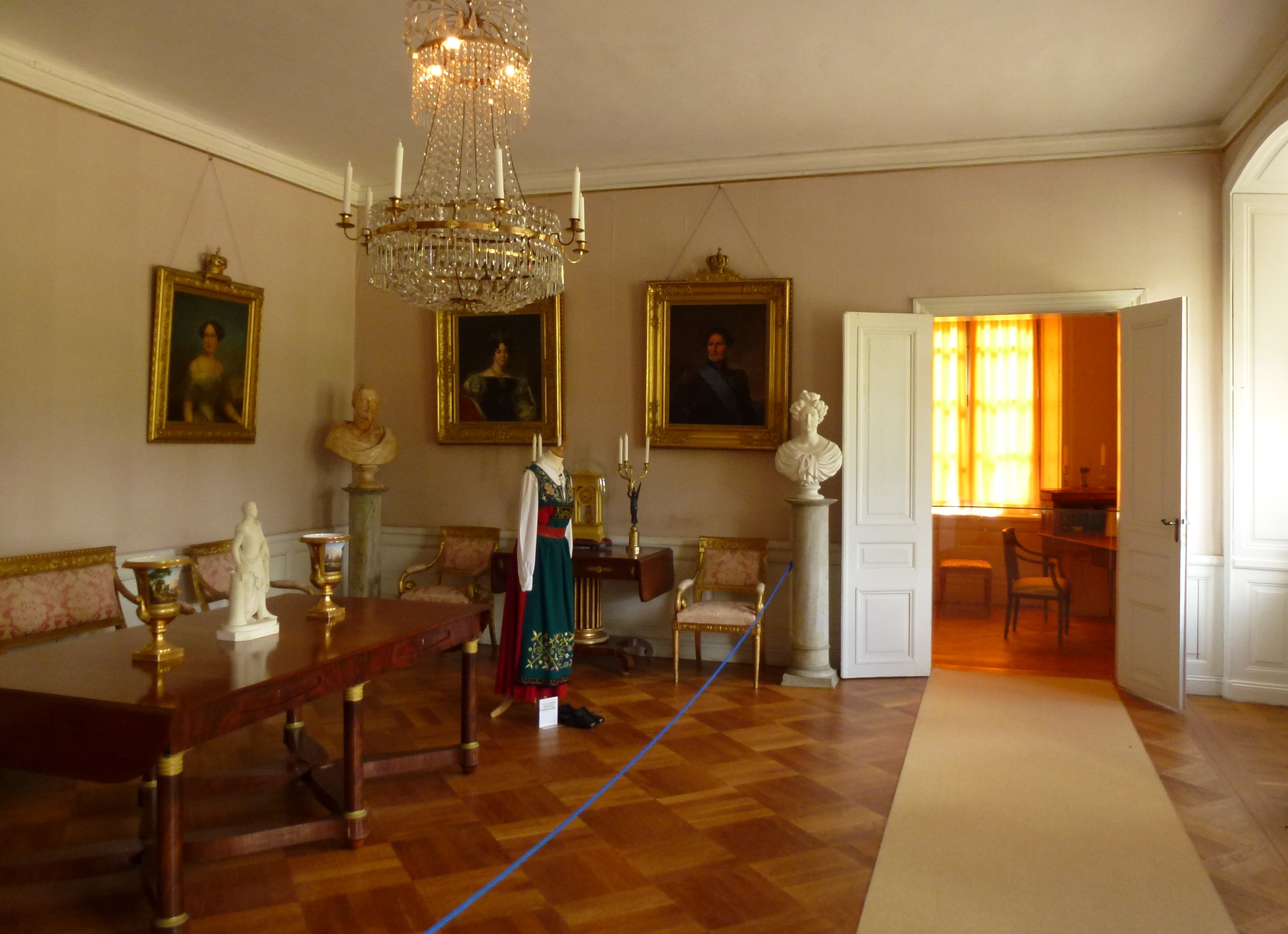
Le salon (fumoir).
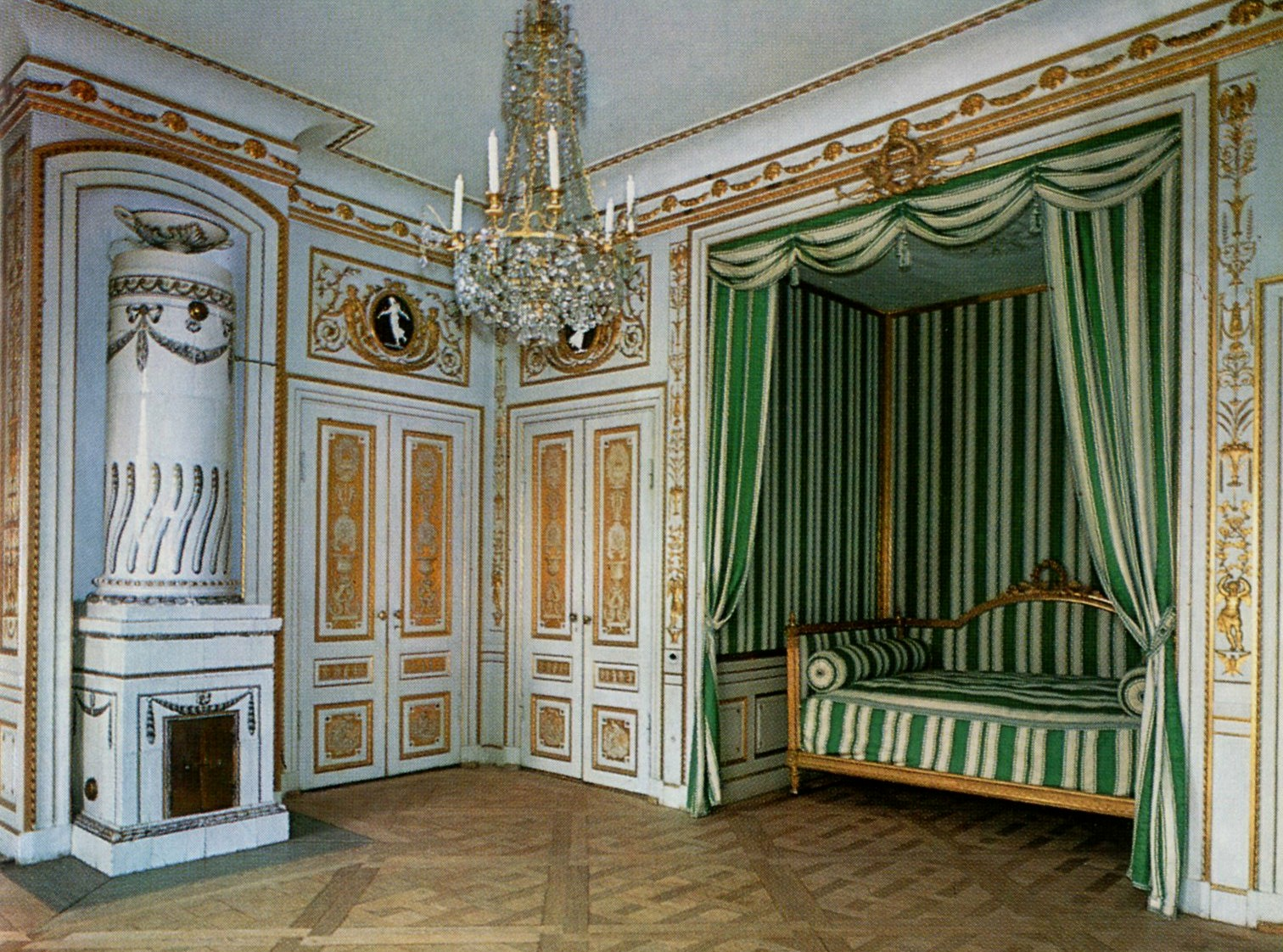
La grande chambre à coucher.

## Maintenance et rénovation

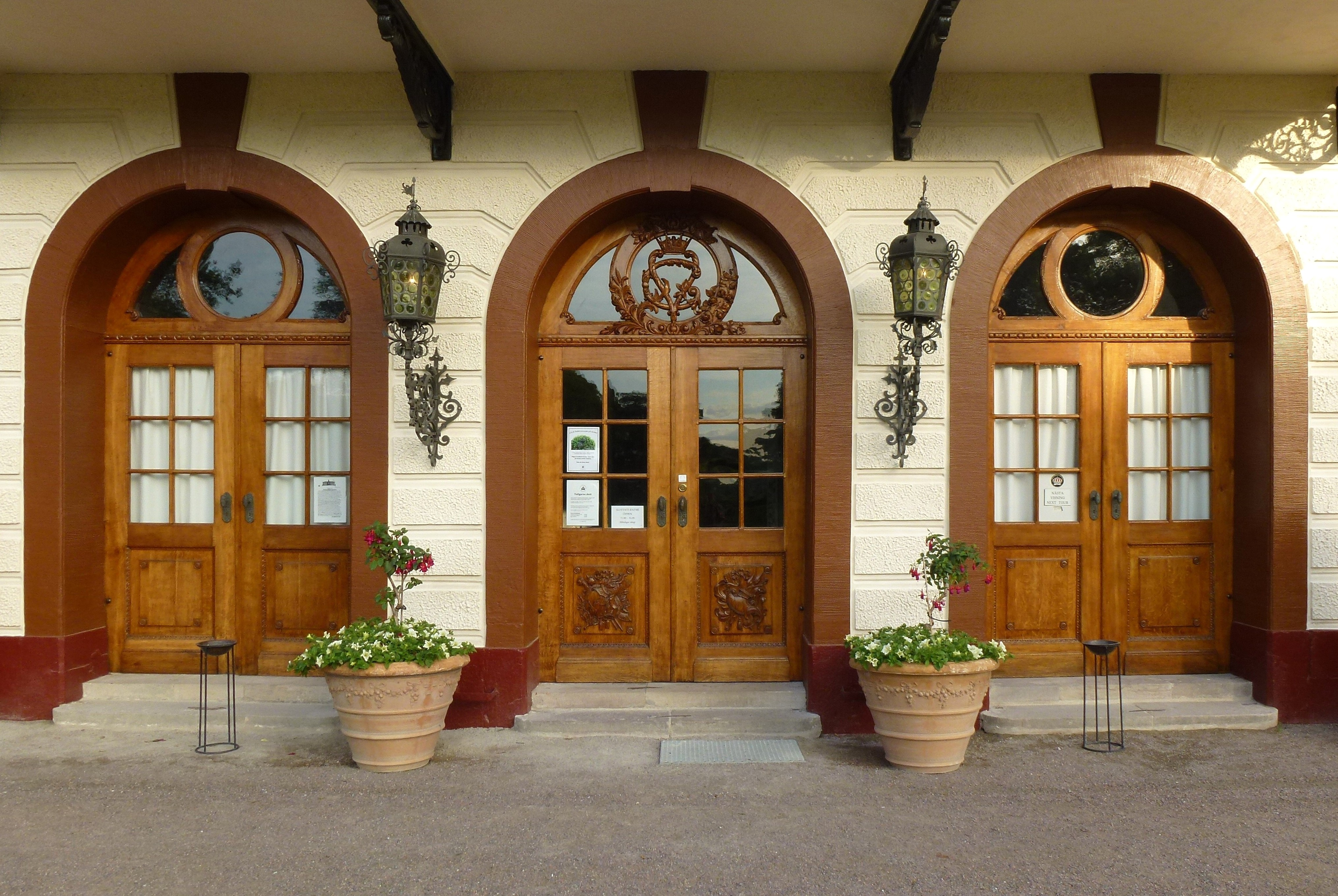
Les portes du palais après la rénovation en 2012.

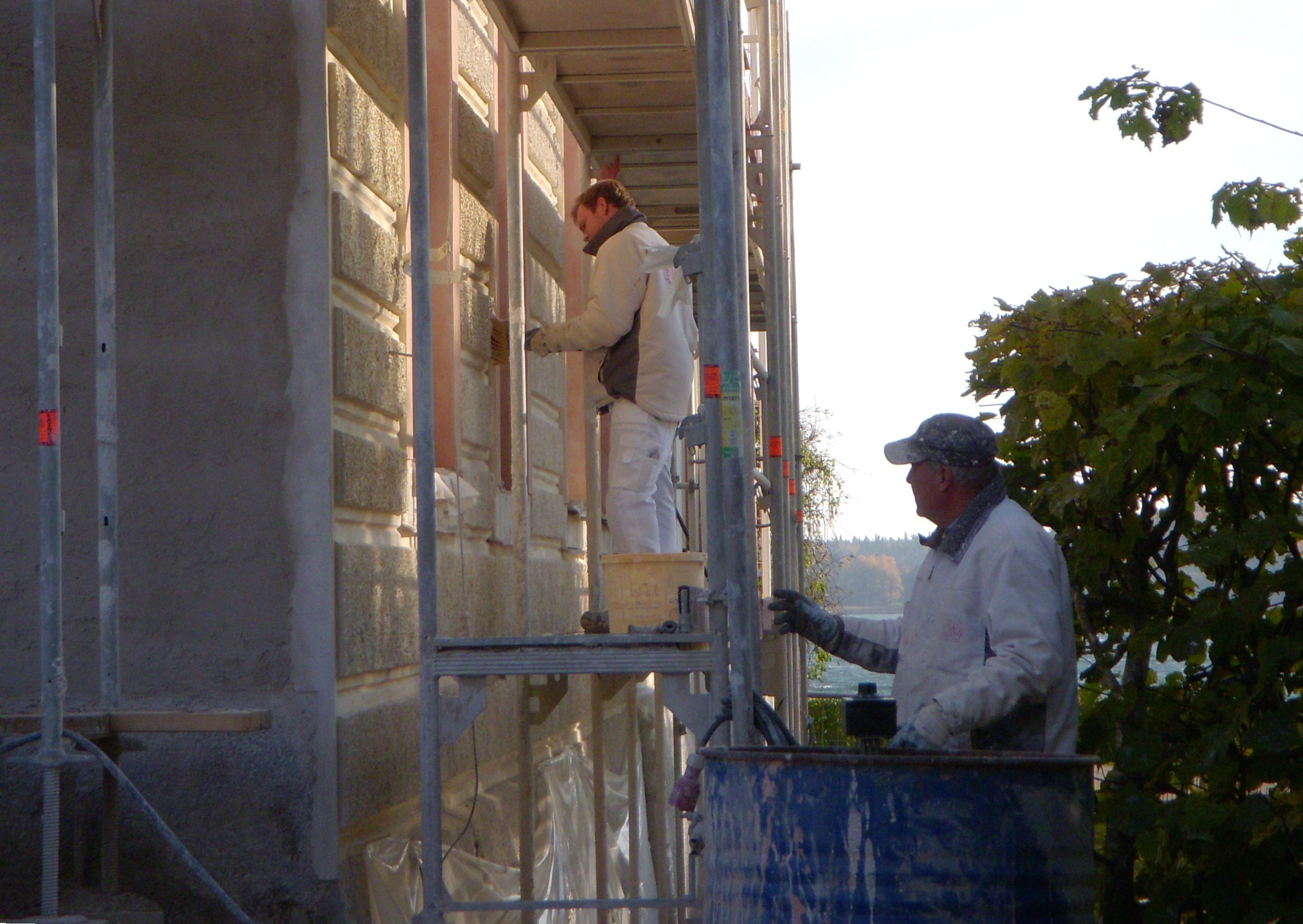
Le ravalement des façades en 2011.

Durant les années 1950, d'importants travaux de rénovation intérieurs et extérieurs sont réalisés. De nombreuses pièces, modifiées du temps de Gustave V et de la reine Victoria, sont restaurées dans leur état d'origine avec les techniques de l'époque.
Entre 2009 et 2011, l'administration des biens immobiliers de l'État suédois (Statens fastighetsverk, SFV) réalise un ravalement complet des façades du bâtiment. L'enduit en ciment qui a été utilisé lors de la précédente rénovation dans les années 1950 n'a pas tenu et s'est désagrégé en de nombreux endroits. Le ravalement comprend l'application d'enduit sur les 2300 m² de façade.
Le nouvel enduit, à base de chaux, est mieux adapté aux murs de pierre du palais. Les façades sont ensuite peintes avec de la peinture à la chaux, et toutes les fenêtres sont repeintes à l'huile de lin. Les travaux ne pouvant être réalisés qu'en été, ils durent 3 ans.
Entre 2009 et 2011, SFV a aussi entrepris de s'attaquer au problème d'humidité dans les fondations, contre lequel les différents propriétaires ont lutté au cours des siècles. Ce problème était déjà présent lorsque le premier château a été construit sur le promontoire. Les eaux s'infiltrent depuis la cour intérieure jusqu'aux fondations, qui se trouvent dans un état permanent d'humidité. Une précédente tentative, incluant un nouveau système de drainage, a échoué dans les années 1950. Selon SFV, le problème est à présent résolu, pour la première fois en 400 ans.

## Le parc

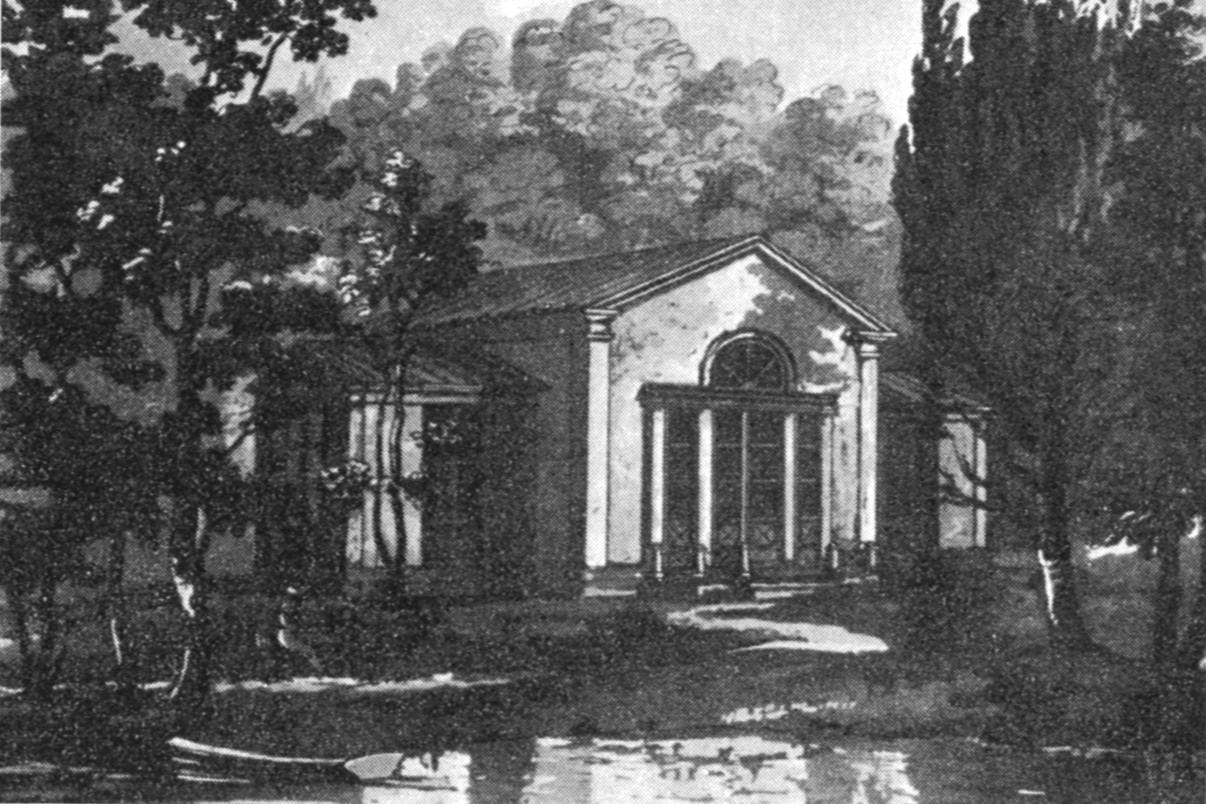
Le gazébo "mobile" de Fredrik Blom en 1823.

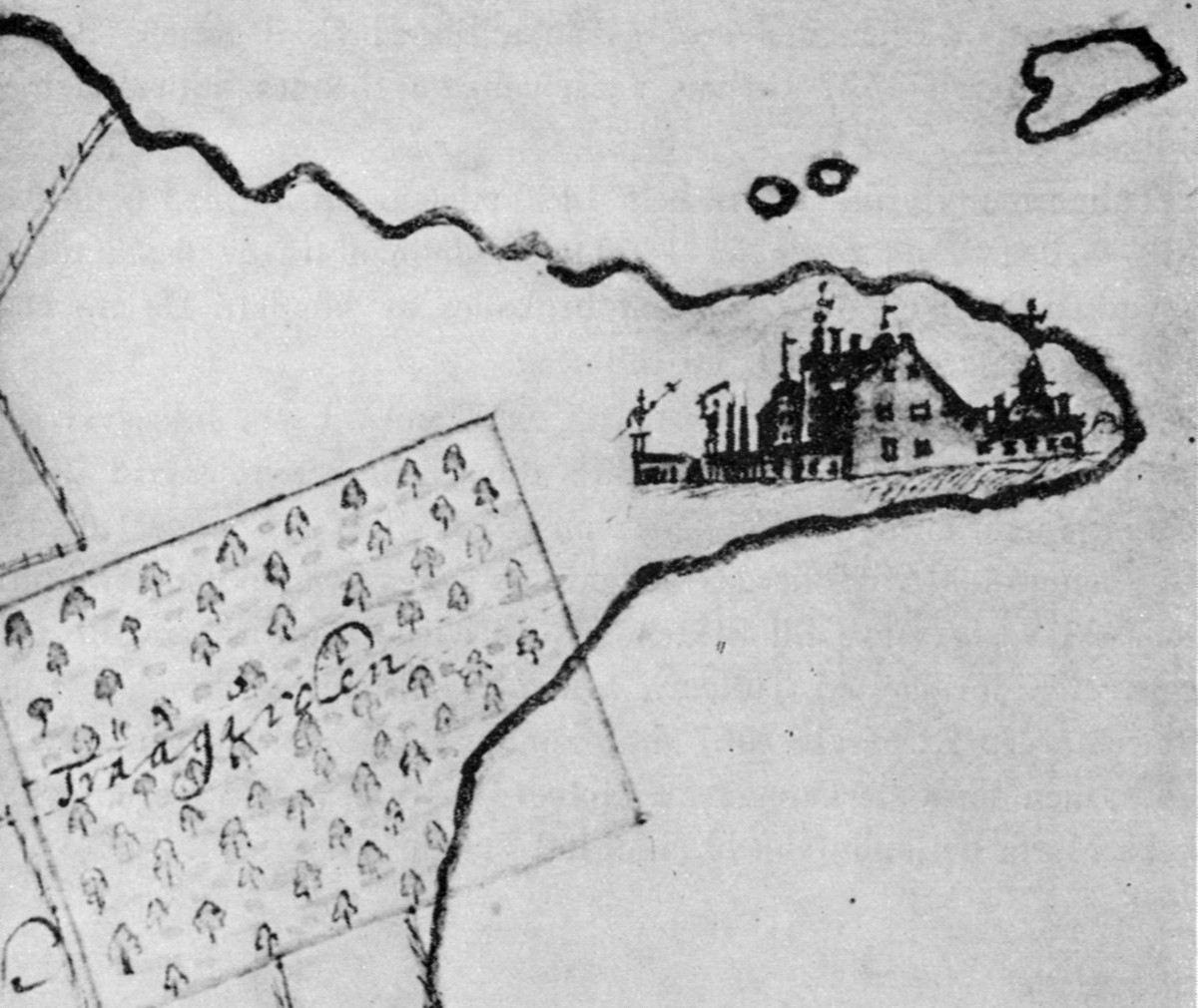
Le premier château et le parc en 1682.
Le nord est à gauche.

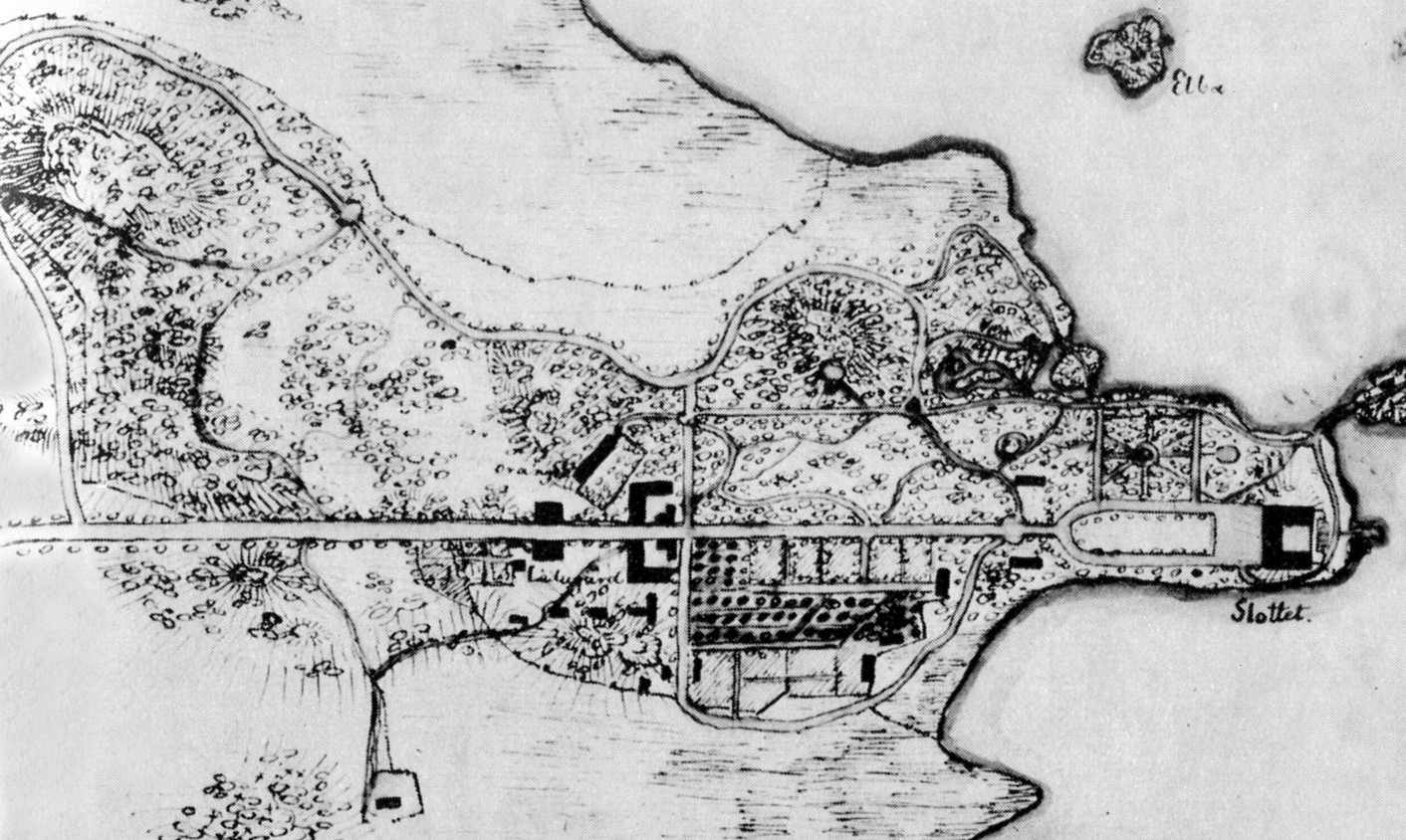
Le palais et le parc en 1844.

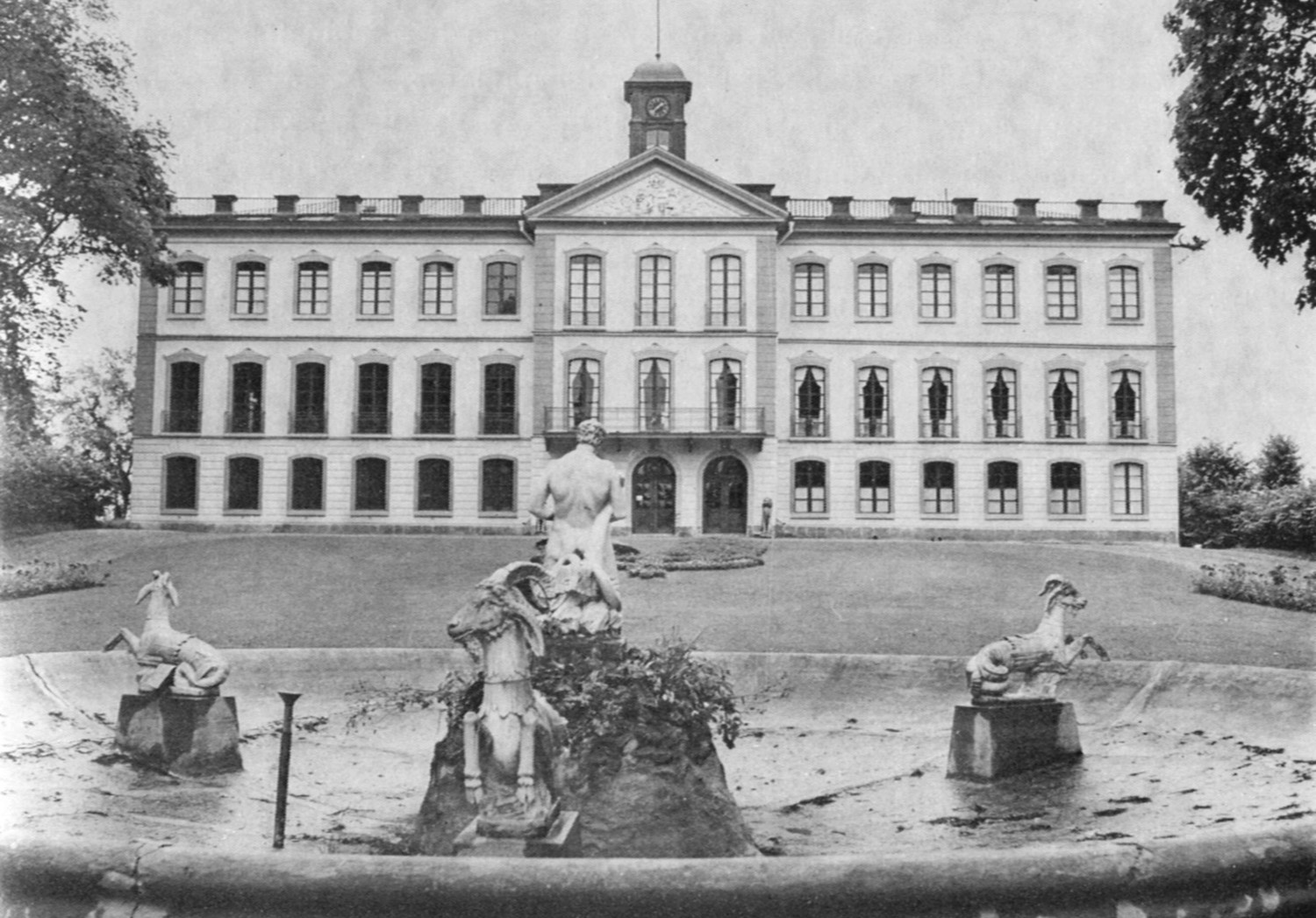
La fontaine, qui fut démolie en 1969.

Le jardin le plus ancien remonte au XVIIe siècle, au temps du premier château. De forme rectangulaire, il apparait sur une carte datée de 1682. D'après un inventaire, il y avait en 1701 deux jardins différents, où l'on trouvait principalement des bovins et des fleurs.
Une fois le nouveau palais de Julius De la Gardie terminé en 1727, l'architecte paysagiste Carl Hårleman est chargé de l'aménagement du parc. Ses plans peuvent être consultés sur une carte de 1773 (voir l'illustration dans la section "XVIIIe siècle"). Le long d'un axe sud-nord marqué par une allée bordée de tilleuls, on trouve d'abord un jardin de taille relativement modeste avec deux bassins piscicoles de forme allongée, puis un deuxième jardin plus imposant (nommé Trädgårdarne sur la carte) et enfin un petit parc animalier (Lilla Djurgården).
Les bassins piscicoles disparaissent probablement avec Frédéric-Adolphe, qui fait aménager un jardin baroque, caractérisé par de multiples haies taillées. Il entreprend également la réalisation d'un jardin à l'anglaise qui sera achevé par la princesse Sophie-Albertine. Une fois complété, ce jardin, où l'on trouve canaux, petits ponts et chemins sinueux, couvre 44 ares. Un gazébo, aujourd'hui disparu, est érigé près de la plage par l'architecte Fredrik Blom selon son concept de "maisons mobiles".
Les châtelains suivants sont le roi Oscar Ier et son épouse la reine Joséphine de Leuchtenberg. Tous deux ont un intérêt documenté pour le jardinage, et ils sont à l'origine, pendant les années 1830 à 1859, de nombre des aménagements que l'on retrouve aujourd'hui. Avec l'aide de l'architecte Georg Theodor von Chiewitz, de nouveaux bâtiments sont construits dans le parc tel que l'écurie de la reine Victoria (Drottning Victorias stall), l'orangerie d'Oscar Ier (Oscar I:s orangeri) et l'aile des cavaliers (Kavaljersflygeln). On fait installer une nouvelle jetée et une cabine de bain près de l'îlot Båtholmen, qui a été transformé en presqu'île, tandis que l'on détruit l'ancienne jetée, qui se trouvait plus près du palais, ainsi qu'un bassin circulaire destiné aux petites embarcations. La clairière qui se trouve encore aujourd'hui à l'arrière de l'aile des cavaliers, et de nombreuses plates-bandes florales, font partie des créations datant de la première moitié du XIXe siècle. 
Une fontaine est érigée par Gustave V au milieu de l'une des plates-bandes plantées par Joséphine, mais n'ayant pas résisté aux dommages du temps, elle est démolie en 1969. Passionné de tennis (il participe à de nombreux tournois sous le pseudonyme de Mr. G), Gustave V fait bien entendu construire un court près du palais. 
Au cours du XXe siècle, le parc subit de nouvelles modifications, la diversité foisonnante du XIXe siècle faisant place à une plus grande uniformité. Certaines des plus vieilles parties du parc sont rénovées pour leur rendre leur apparence du XVIIIe siècle,  mais aussi pour donner au parc une forme plus contemporaine.

## Galerie

### Le palais et le parc

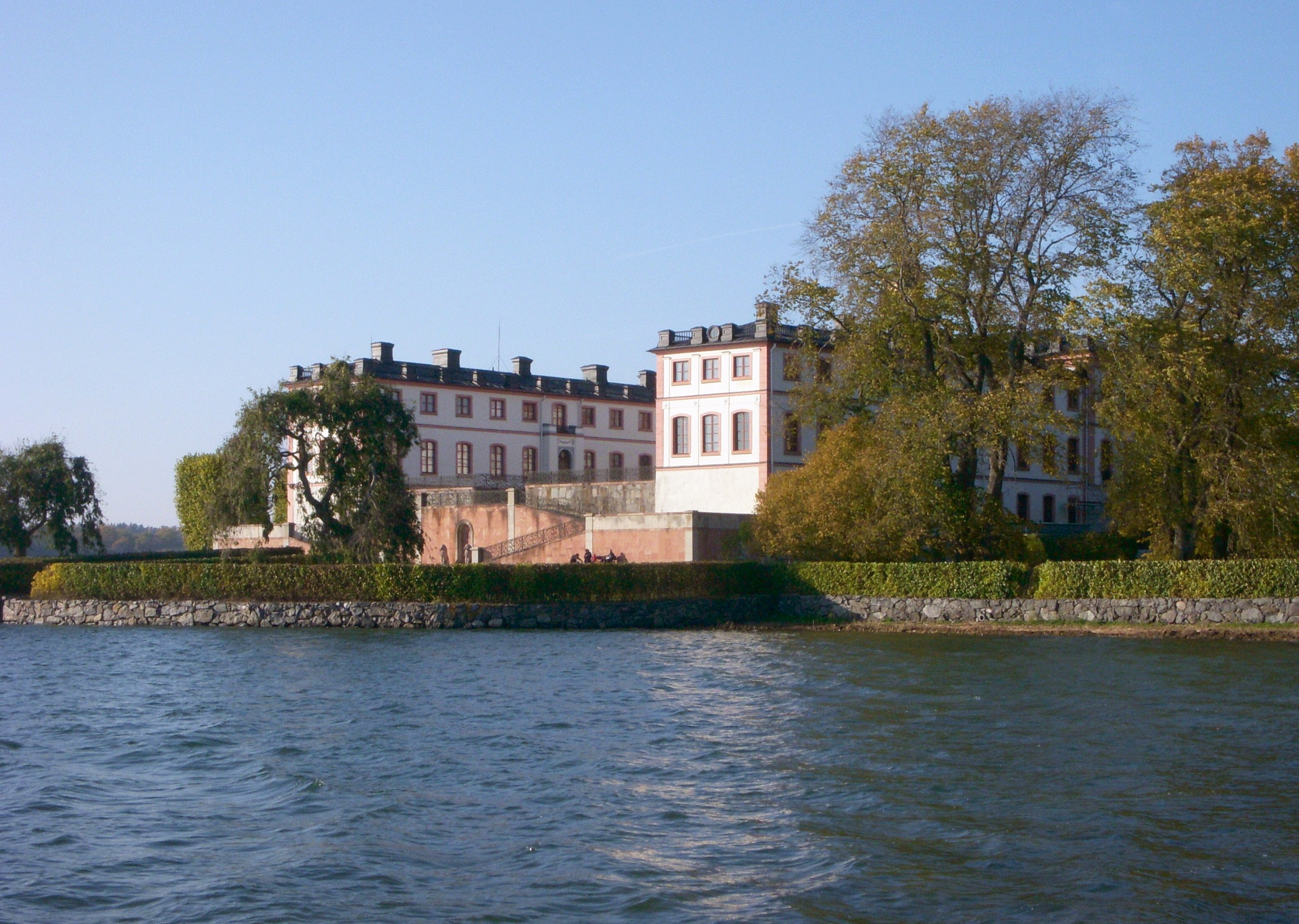
Le palais vu de la mer.
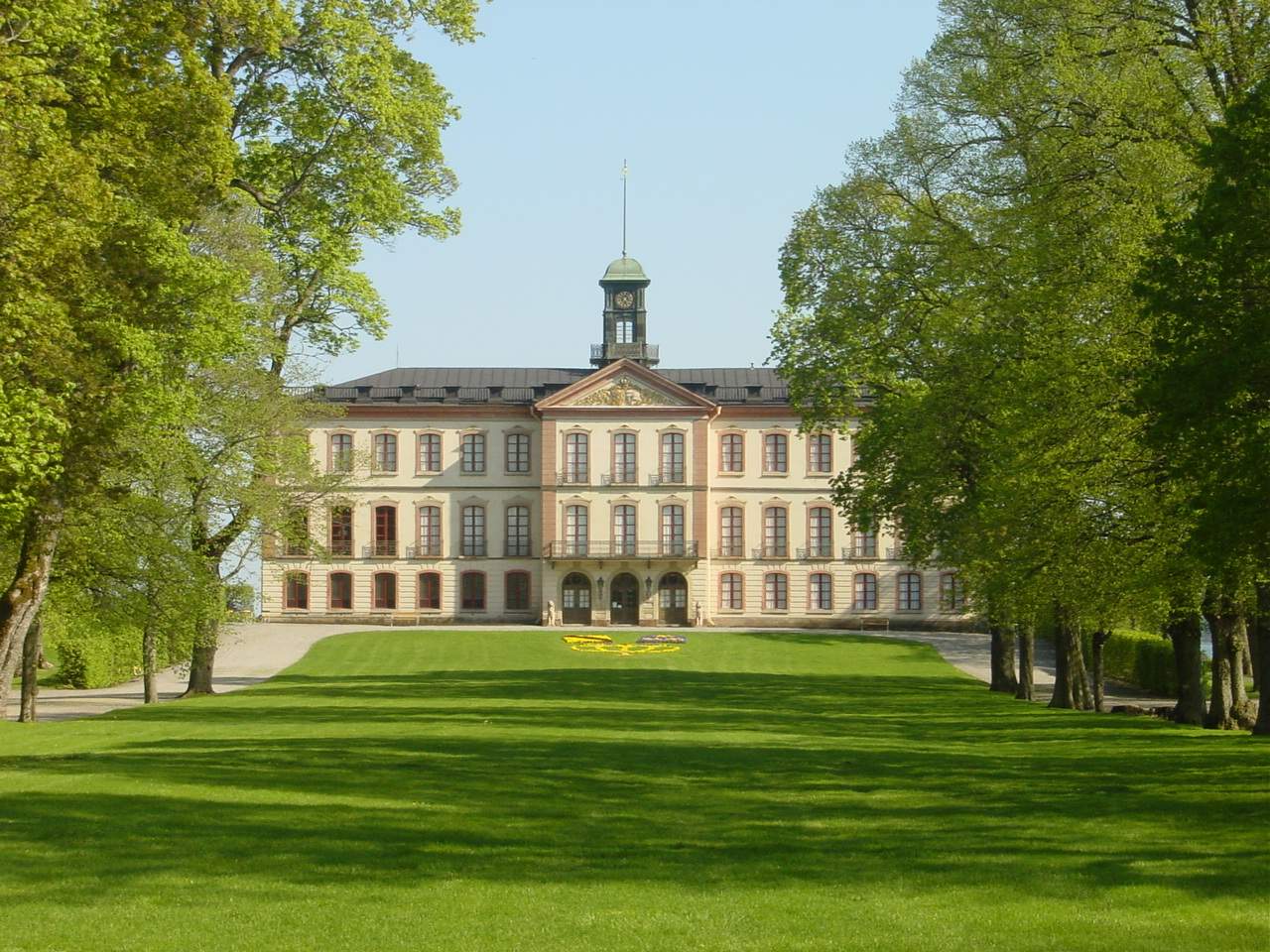
Le palais vu du parc.
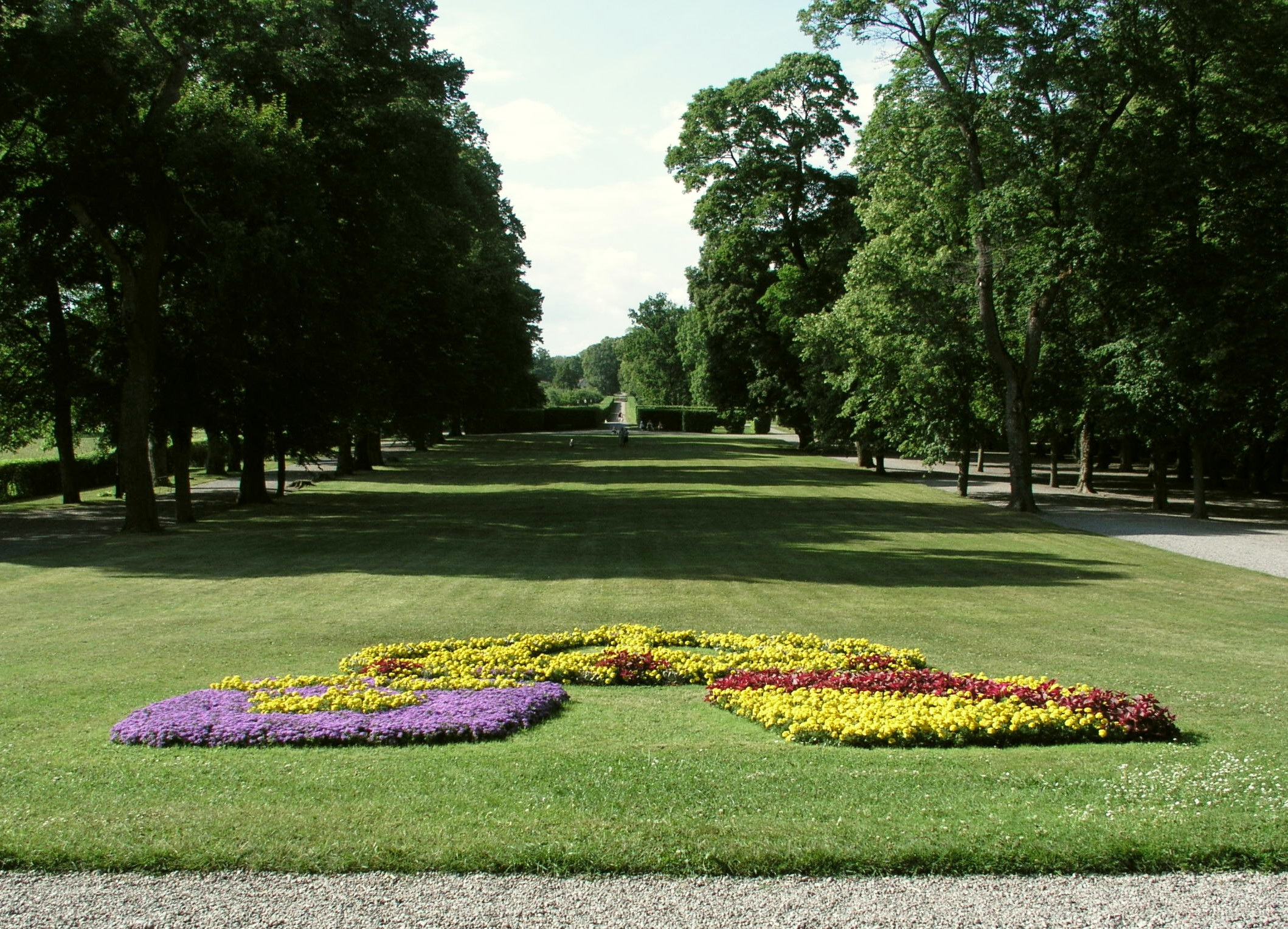
Le parc vu du palais.
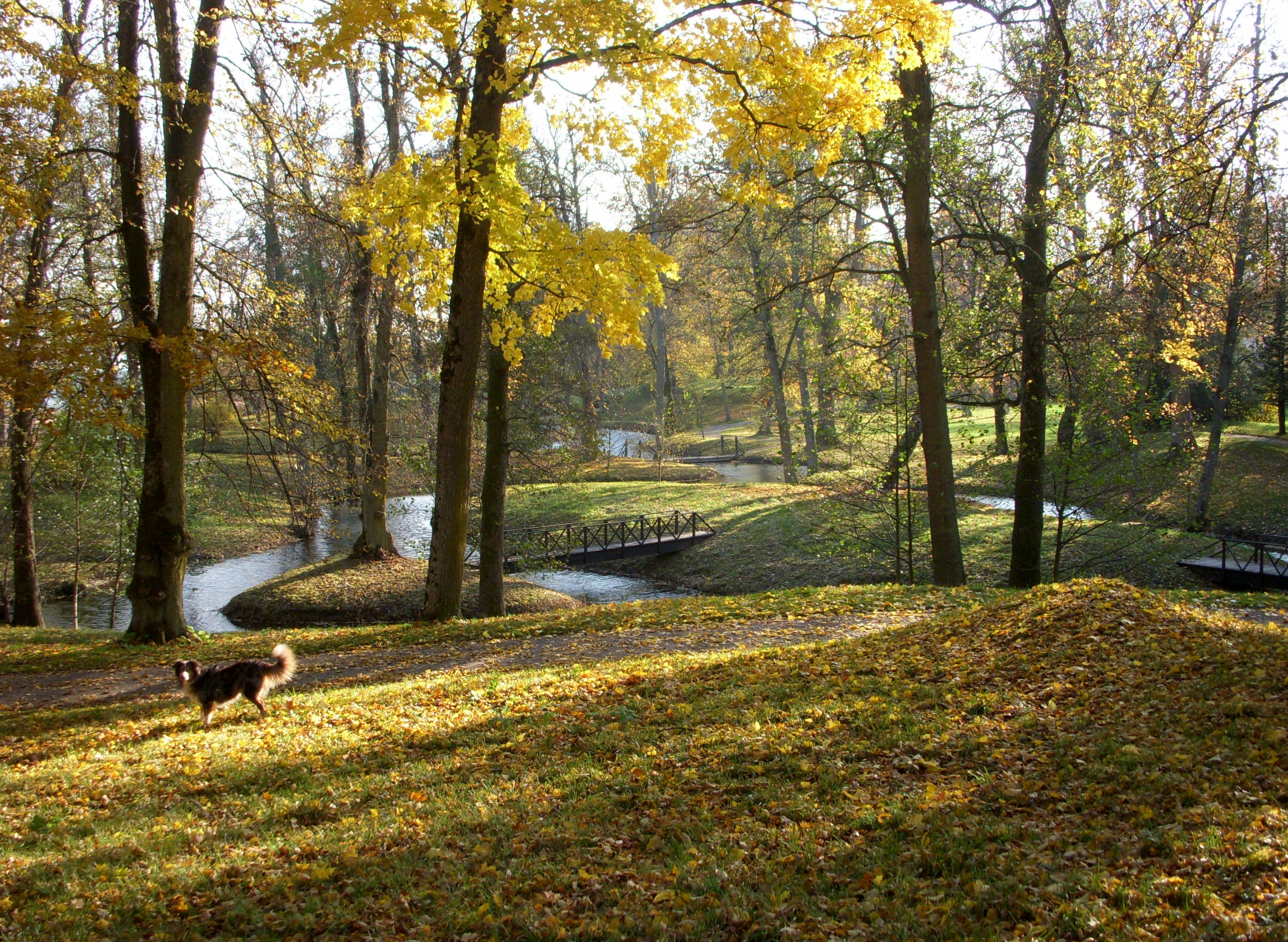
Le jardin anglais.

### Détails

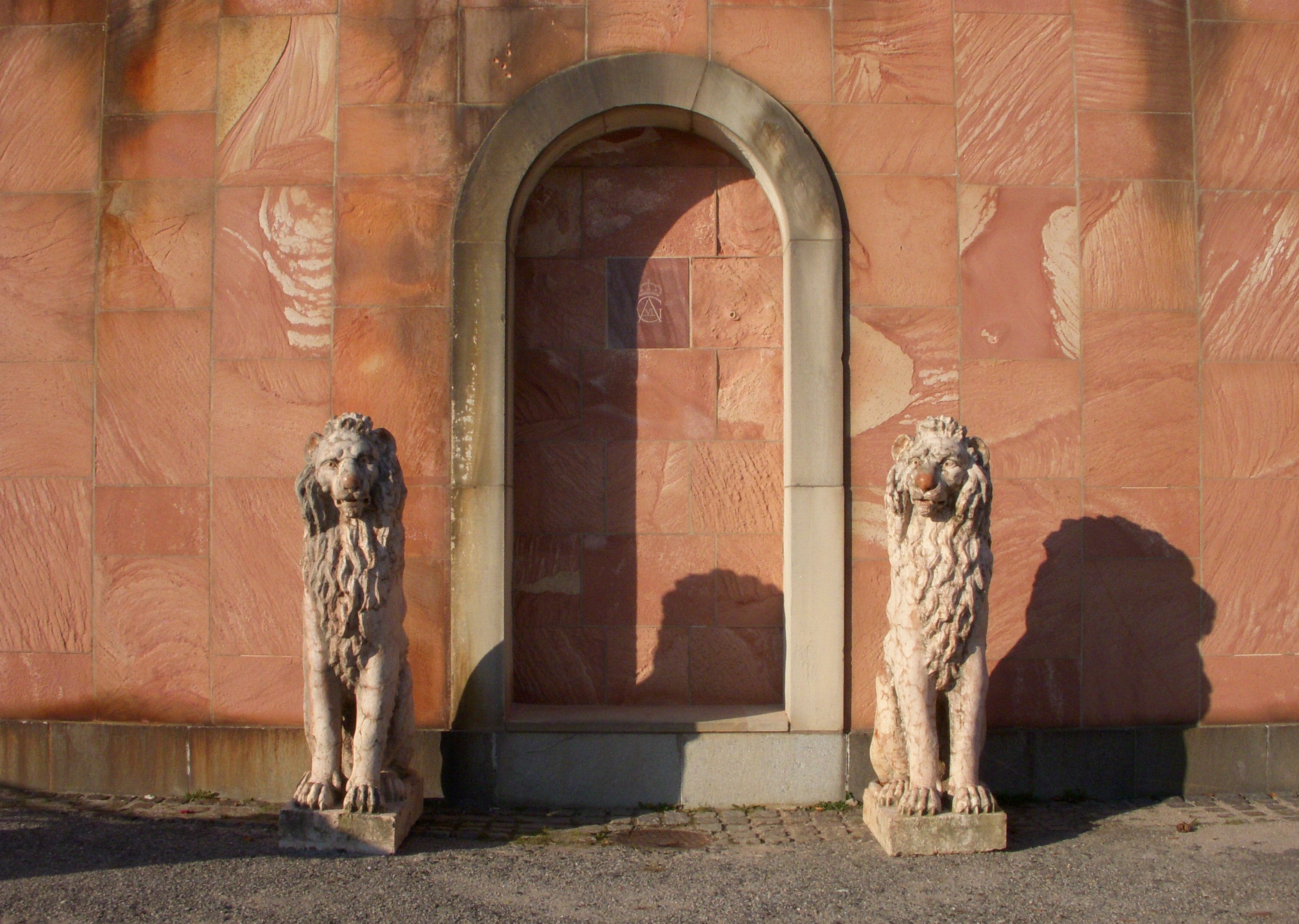
Statues de lions aux abords du palais.
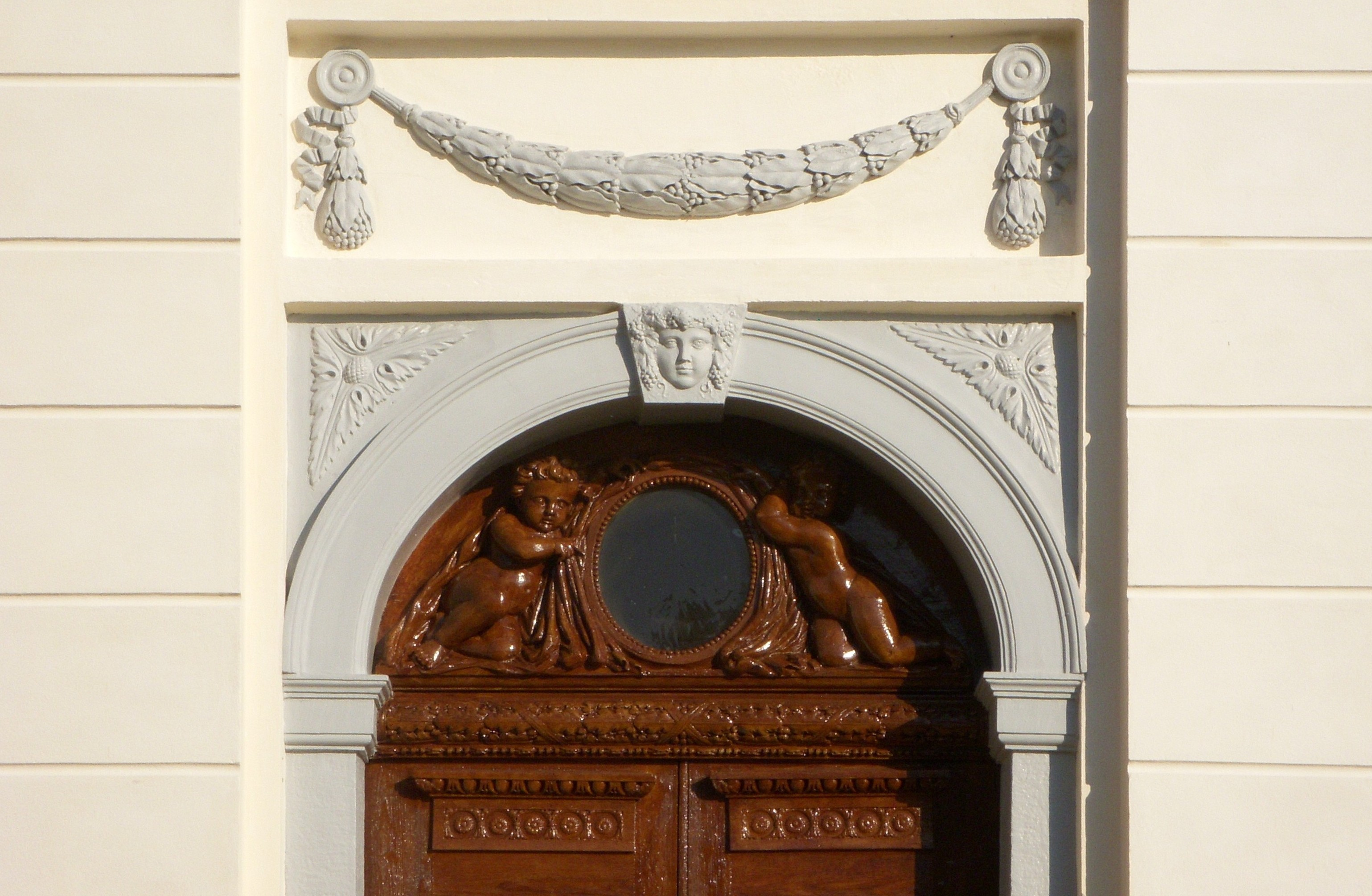
Un portail après rénovation.
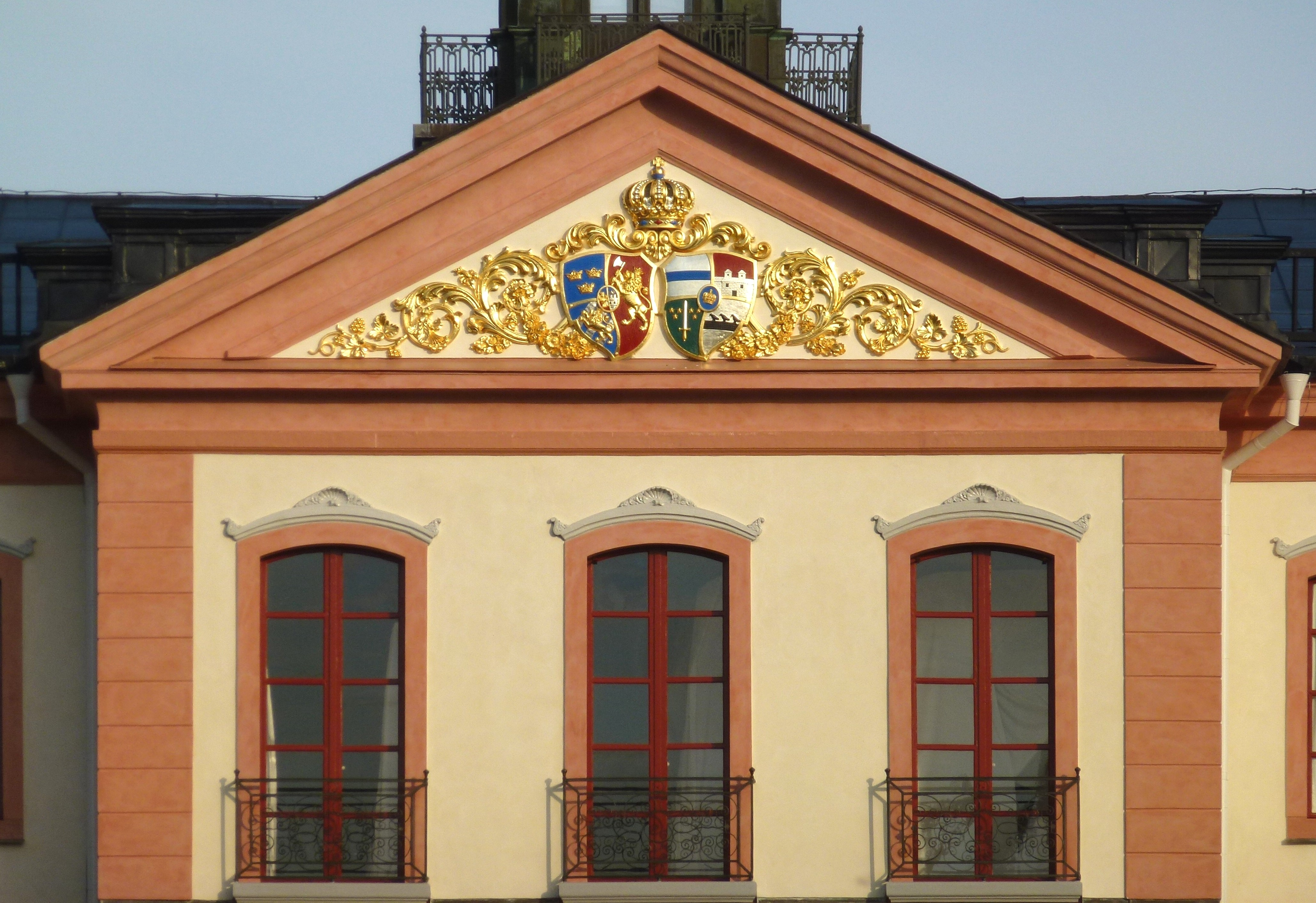
Le tympan frappé des armoiries.
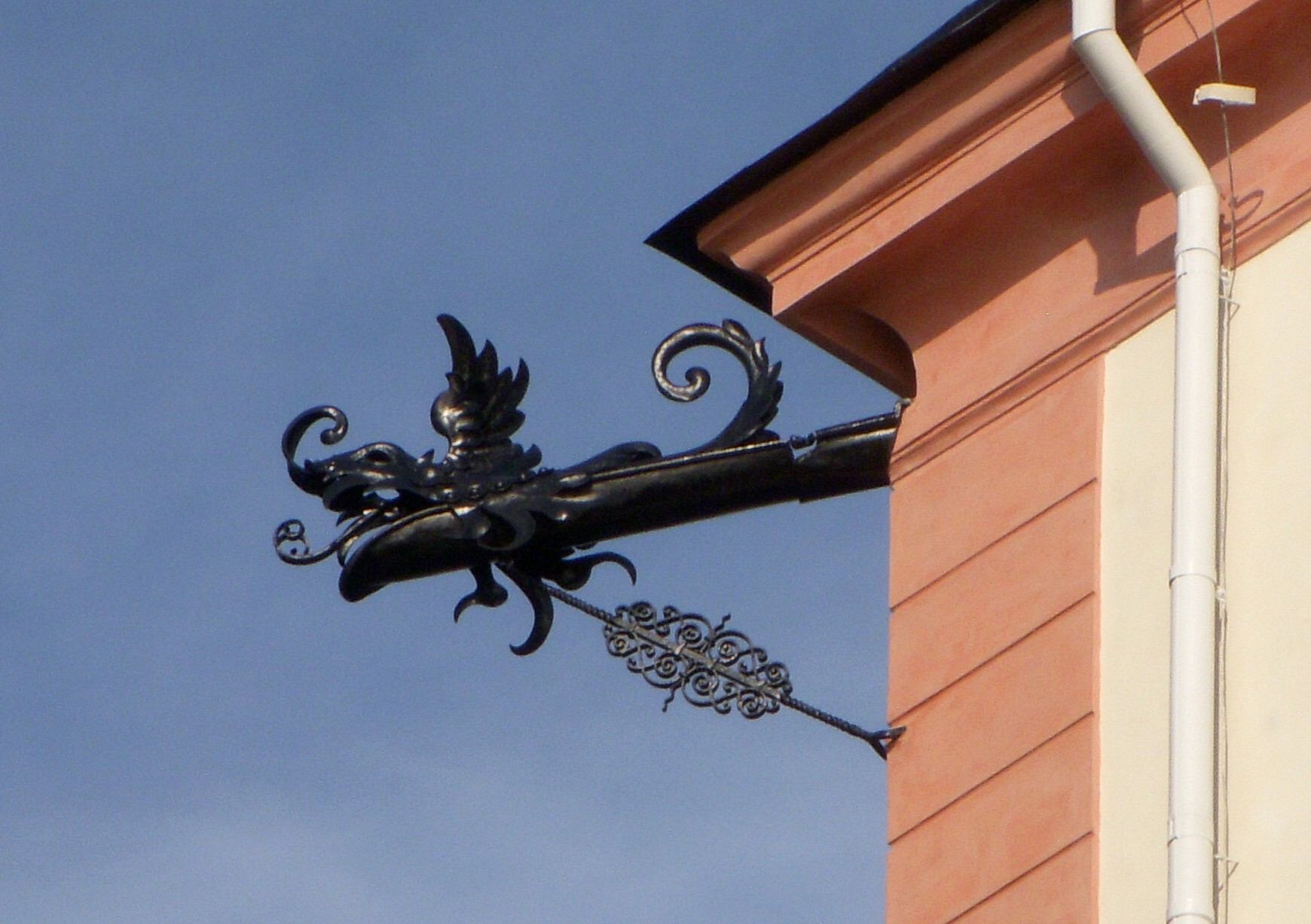
Une gargouille.

## Autres bâtiments du domaine

### Bellevue

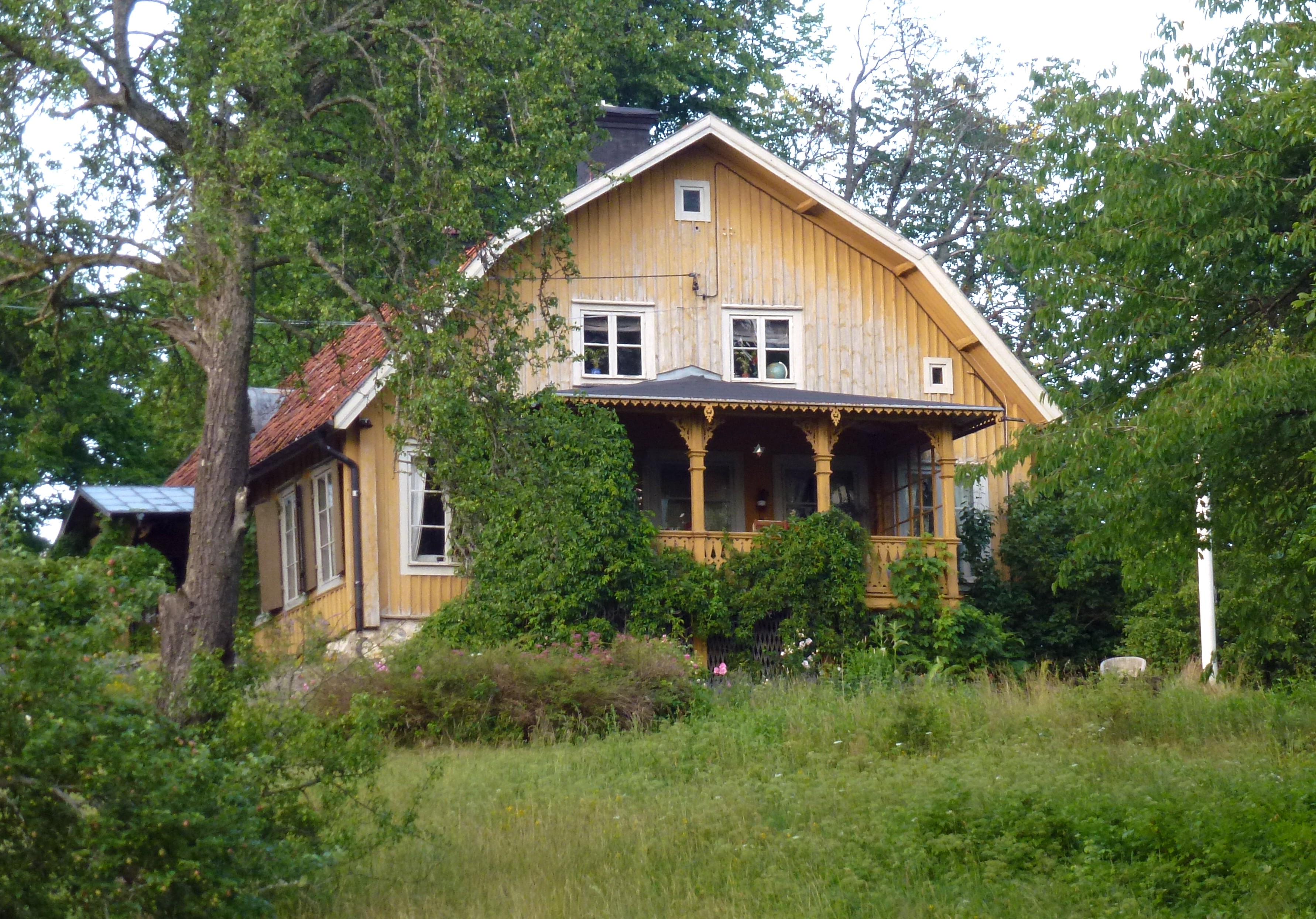
Bellevue.

Bellevue (du français "belle vue") est une bâtisse située près de l'ancienne grille d'entrée, là où commence l'allée bordée de tilleuls longue de deux kilomètres qui mène de la route d'accès jusqu'au palais.
Bellevue a été construite en 1788, à l'initiative du prince Frédéric-Adolphe, pour y loger sa maîtresse Sophie Hagman qui résidait également dans la maison dite Lilla Kina (la petite Chine) près du château de Drottningholm à Stockholm. Plus tard, Sophie-Albertine s'en est servi comme d'une résidence d'été. Elle y a séjourné à plusieurs reprises pour s'y "ressourcer" - le palais était alors approvisionné en eau par une source qui se trouvait à proximité de Bellevue.
En contrebas, on trouve un ancien poste de garde qui remonte à la même époque. Jusqu'aux années 1870, se trouvaient à cet endroit non pas un mais deux postes de gardes identiques, de part et d'autre de l'allée, dont aujourd'hui un seul subsiste. On trouve également près de Bellevue une dépendance construite en bois. Elle se compose de deux parties : la partie nord inclut une chambre et une cuisine, et la partie sud une écurie doublée d'une étable.

### L'aile des cavaliers
Au nord-ouest de l'allée, on trouve l'aile des cavaliers (Kavaljersflygeln) ou maison des cavaliers. Ce bâtiment, qui à l'origine abritait une écurie, a pris son allure actuelle dans les années 1840 pendant le règne d'Oscar Ier. Sous la direction de l'architecte Georg Theodor von Chiewitz, des chambres d'hôtes y ont été construites pour l'accueil des cavaliers de la cour. Depuis les années 1960, il sert au logement des employés du palais pendant l'été.

### L'auberge
L'auberge (Tullgarns Värdshus) se trouve en face de l'aile des cavaliers. Le bâtiment a été construit du temps de Fréderic-Adolphe pour y loger l'argentier du palais. C'est une construction en bois avec des façades recouvertes d'enduit. En 1845, le bâtiment est transformé en auberge, et depuis les années 1970, c'est un restaurant ouvert au public. Le premier étage, où vivait auparavant les aubergistes, a été transformé en chambres d'hôtes en 2004.

### L'écurie de la reine Victoria

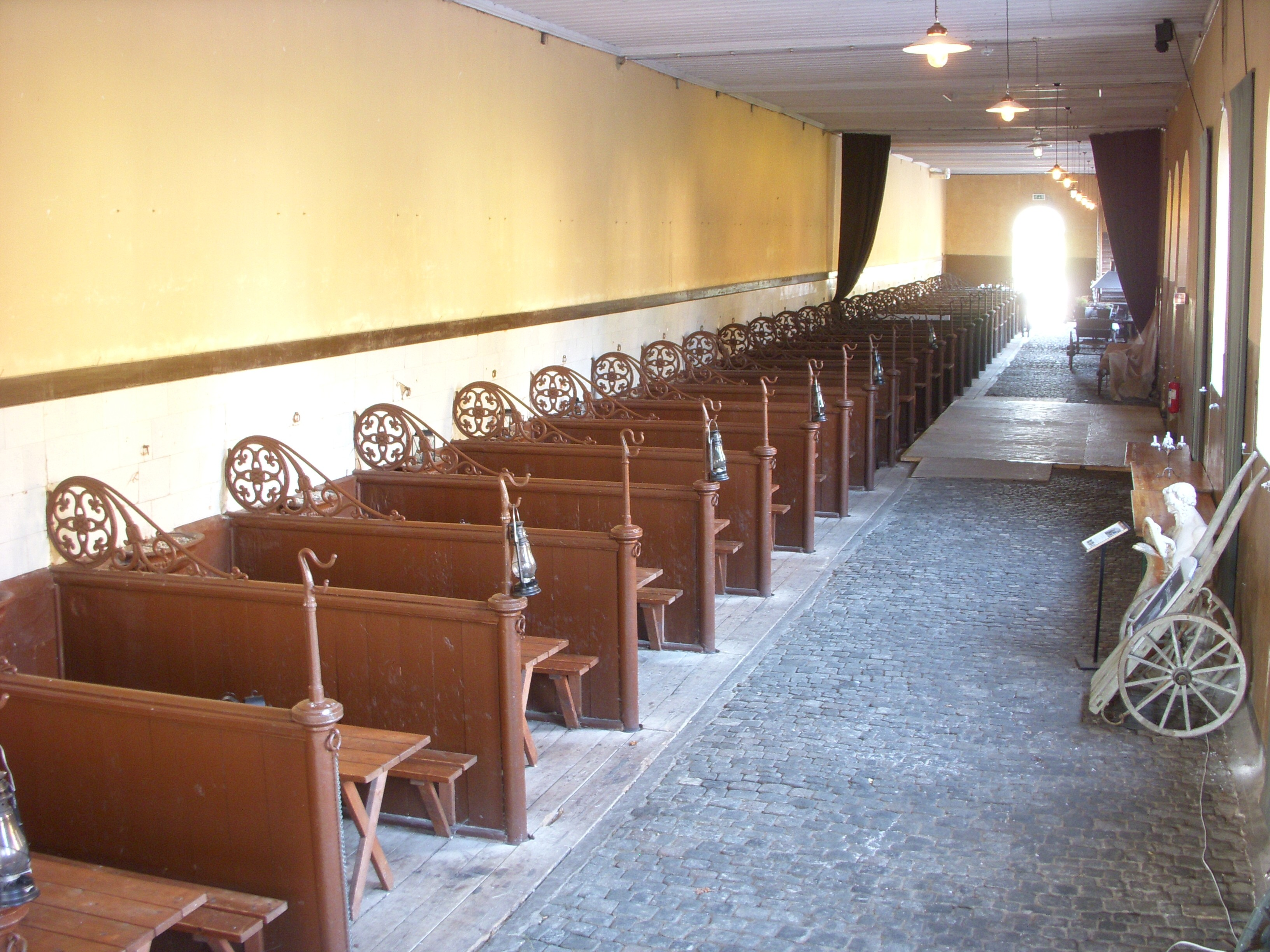
Des tables ont été disposées dans les anciennes stalles.

Juste à côté de l'auberge, on trouve l'écurie de la reine Victoria (Drottning Victorias stall) qui a été construite en 1844-1846 par Georg Theodor von Chiewitz. Auparavant, l'écurie était dans ce qui est aujourd'hui l'aile des cavaliers, mais après le couronnement d'Oscar Ier, il est apparu nécessaire de construire une écurie plus grande ainsi qu'un bâtiment dédié au logement des cavaliers. Les portes situées à l'étage (sur les pignons), les cadres des fenêtres et les stalles sont en fonte et proviennent de la fonderie de Brevens bruk. Le frontispice, qui inclut trois larges arcades donnant sur l'allée, a été ajouté en 1856. Aujourd'hui, l'écurie abrite un café, les tables étant disposées dans les anciennes stalles. L'écurie est nommée en hommage à Victoria de Bade, épouse du roi Gustave V.

### L'orangerie
L'orangerie (Orangeriet) est située dans la partie nord du parc. Le bâtiment a été construit par l'architecte Georg Theodor von Chiewitz sous le règne d'Oscar Ier. En son centre, on trouve une rotonde octogonale ornée d'une lanterne qui repose sur huit colonnes de marbre. Le bâtiment a servi d'orangerie jusqu'en 1950, et a ensuite été rénové plusieurs fois. Les riches décorations de la façade ont toutefois disparu. L'orangerie est aujourd'hui utilisée comme annexe de l'auberge et abrite un café, une boutique de souvenirs et une exposition d'art.

### La cabine de bain et le hangar à bateau

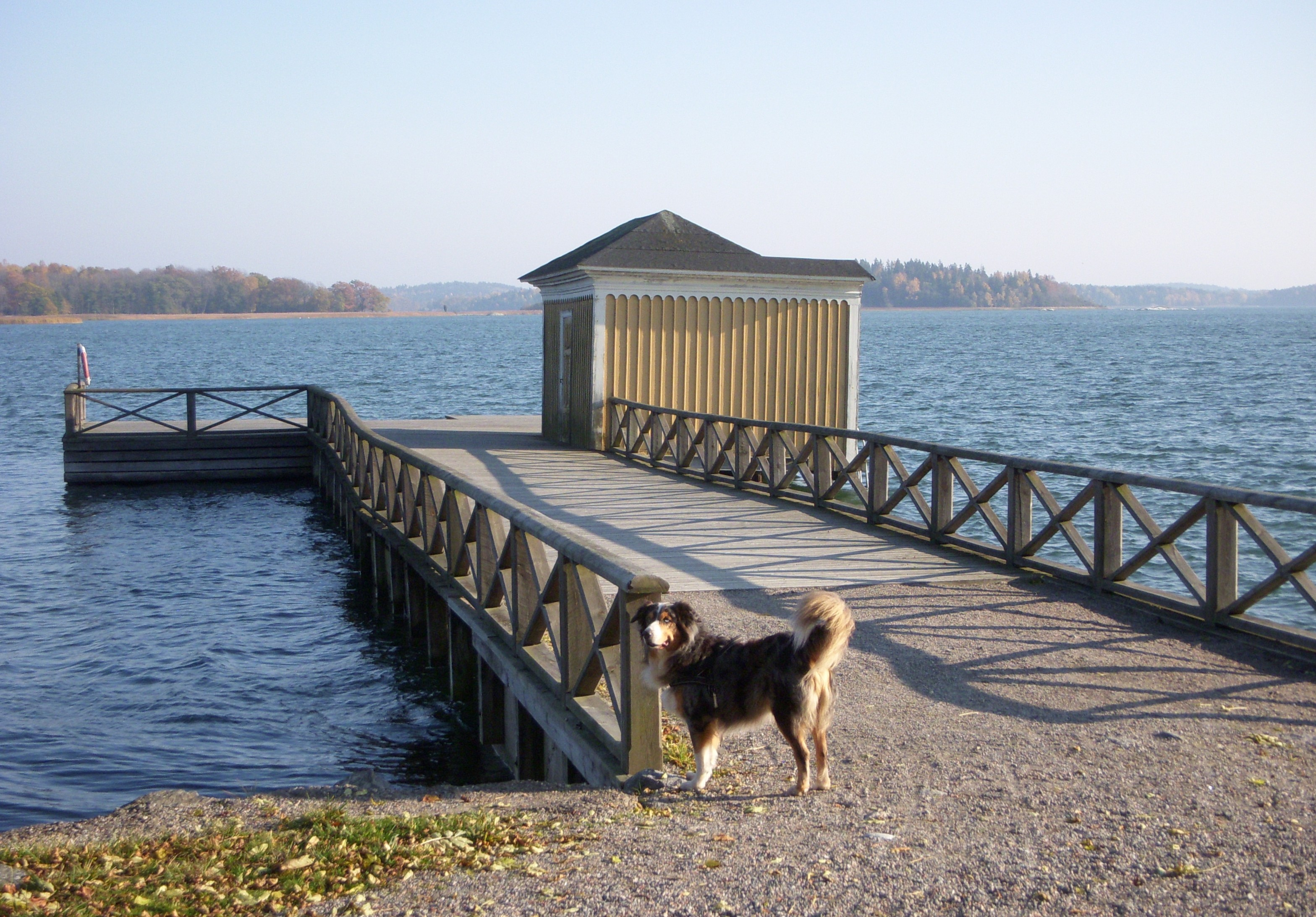
La jetée et la cabine de bain.

Au temps de Gustave V on trouvait, de part et d'autre de la jetée, deux cabines de bain, dont une seule subsiste aujourd'hui. La jetée, les cabines de bain et le hangar à bateau ont été dessinés en 1844 par Georg Theodor von Chiewitz. L'îlot Båtholmen avait alors été transformé en presqu'île. La première cabine de bain incluait une antichambre, un vestiaire décoré de motifs pompéiens, et une trappe permettant de se baigner à l'abri des regards. La jetée a son apparence actuelle depuis les années 1940, et a été ravalée en 2012. Le hangar à bateau qui se trouve aujourd'hui à proximité  a vraisemblablement été construit dans les années 1880.

### Bassins d'épuration biologique
En 1996, l'administration des biens immobiliers de l’État (Statens fastighetsverk, SFV) a mis en place un système de traitement biologique des eaux usées dans la partie nord-ouest du parc. D'après SFV, ce dispositif permet l'épuration quotidienne de l'eau nécessaire à 150 à 200 personnes. Il constitue un premier pas vers un recyclage complet des eaux usées sur l'ensemble du domaine de Tullgarn.